# FIS Sommer Ladies Tournee 2006
FIS Sommer Ladies Tournee 2006 (niem. 6. FIS Ladies Sommer Grand-Prix) – szósta edycja FIS Sommer Ladies Tournee, przeprowadzona w sezonie 2006/2007 na skoczniach w Niemczech i Austrii.
Turniej rozpoczął się 6 sierpnia 2006 zawodami na skoczni w Klingenthal. Trzy dni później odbył się drugi konkurs na skoczni w Pöhli, a kolejne zmagania odbyły się w Meinerzhagen. Najpierw rozegrano konkurs drużynowy, a następnie indywidualny. 15 sierpnia turniej został zakończony konkursem indywidualnym w Bischofshofen.
Pierwszy konkurs wygrała Anette Sagen, a następny Juliane Seyfarth. Trzeci konkurs – drużynowy wygrała reprezentacja Stanów Zjednoczonych w składzie: Avery Ardovino, Abby Hughes, Alissa Johnson, Jessica Jerome. Przedostatnie i ostatnie zmagania ponownie wygrała Anette Sagen, która po raz trzeci została zwyciężczynią w szóstej edycji turnieju, a także zdobyła najwięcej punktów w klasyfikacji łącznej FIS Sommer Ladies Tournee. Na drugim stopniu podium w generalnej klasyfikacji turnieju stanęła Juliane Seyfarth, a na trzecim – Jessica Jerome.
W cyklu wystartowały łącznie 64 zawodniczki z trzynastu narodowych reprezentacji.

## Przed FIS Ladies Grand Prix

### Organizacja
Za organizację pierwszego konkursu, który odbyły się w Klingenthal, odpowiedzialny był miejscowy klub VSC Klingenthal. Kolejny konkurs, który przeprowadzono w Pöhli, odbył się dzięki klubowi narciarskiemu – SV Fortuna Pöhla. Organizatorem trzeciego i czwartego z konkursów, które odbyły się w Meinerzhagen, był klub narciarski SC Meinerzhagen. Ostatni konkurs, który przeprowadzono w Bischofshofen, zorganizował lokalny klub narciarski SC Bischofshofen.

### Tło
Do 1998 roku Międzynarodowa Federacja Narciarska nie organizowała żadnych konkursów kobiecych. Zdarzało się jednak, że skoczkinie startowały w roli przedskoczków w zawodach mężczyzn lub występowały jako zawodniczki, ale nie były klasyfikowane. W styczniu 1998 w Sankt Moritz odbyły się nieoficjalne mistrzostwa świata juniorek, które są uznawane za pierwsze międzynarodowe zawody kobiece. W marcu tego samego roku odbyły się natomiast pierwsze seniorskie zawody kobiet pod egidą Międzynarodowej Federacji Narciarskiej – dwa konkursy Pucharu Kontynentalnego w Schönwaldzie. W kolejnym sezonie po raz pierwszy zorganizowano FIS Ladies Grand Tournee, będący pierwszym międzynarodowym cyklem zawodów kobiet, rozgrywanym przez Międzynarodową Federację Narciarską. Od lata 2001 roku rozgrywany jest także turniej na igelicie – FIS Sommer Ladies Tournee. W sezonie 2005/2006 cykl został włączony do kalendarza Pucharu Kontynentalnego.
Spośród zawodniczek startujących w FIS Sommer Ladies Tournee w 2006 roku, trzydzieści jeden brało udział w poprzedniej – piątej edycji turnieju. Wśród zawodniczek sklasyfikowanych w pierwszej trzydziestce poprzedniej edycji, na stracie zabrakło Niemek: dwunastej Kristin Schmidt i szesnastej Lisy Rexhäuser oraz piątej Słowenki Maji Vtič, ósmej Włoszki Lisy Demetz, dwudziestej pierwszej Austriaczki Katrin Stefaner i dwudziestej siódmej Stine Småkasin. Zwyciężczynią FIS Sommer Ladies Tournee 2005 była Anette Sagen przed Jessicą Jerome i Line Jahr.
W poprzednich edycjach turnieju dwukrotnie zwyciężały Daniela Iraschko (2001, 2002) i Anette Sagen (2003, 2005). Austriaczka Eva Ganster wygrała raz (2004) oraz dwukrotnie (2001 i 2002) stawała na drugim stopniu podium. Po dwa razy w pierwszej trójce plasowały się Japonka Ayumi Watase – trzecia w 2001 i 2003 roku oraz Amerykanka Jessica Jerome – trzecia w 2002 i druga w 2005.
W okresie zimowym organizowany był turniej FIS Ladies Grand Prix rozgrywany według tych samych zasad co FSLT. Czterokrotnie zwyciężała Daniela Iraschko (2000, 2001, 2002, 2005), Eva Ganster czterokrotnie stawała na podium (2000, 2001, 2003, 2004). Anette Sagen w 2002 roku była druga, a w 2003, 2004 i ostatniej edycji uplasowała się na pierwszej pozycji. W ostatnich czterech edycjach na podium stawała także Lindsey Van – trzecia w 2003 roku oraz druga w 2004, 2005 i 2006 roku.

#### Sezon 2006/2007
Przed turniejem, w lipcu 2006, w USA i Kanadzie zostały rozegrane cztery konkursy wchodzące w skład Pucharu Kontynentalnego kobiet 2006/2007. We wszystkich zwycięstwo odniosła Juliane Seyfarth, w każdym z nich wśród trzech najlepszych zawodniczek znalazła się również Daniela Iraschko. Poza nimi na podium stawały również Anette Sagen (dwukrotnie), Line Jahr i Ulrike Gräßler. Liderką klasyfikacji była Seyfarth z przewagą 100 punktów nad Iraschko i 184 nad Sagen. Cała czołówka cyklu zgłoszona została do startu w FIS Sommer Ladies Tournee 2006: najwyżej sklasyfikowaną w Pucharze Kontynentalnym zawodniczką, która nie wystartowała w turnieju, była 21. Yurika Hirayama z Japonii.
Poniżej znajduje się klasyfikacja Pucharu Kontynentalnego w skokach narciarskich przed rozpoczęciem FIS Sommer Ladies Tournee 2006, czyli po przeprowadzeniu czterech konkursów indywidualnych.
| Klasyfikacja generalna PK przed FIS Sommer Ladies Tournee | Klasyfikacja generalna PK przed FIS Sommer Ladies Tournee | Klasyfikacja generalna PK przed FIS Sommer Ladies Tournee | Klasyfikacja generalna PK przed FIS Sommer Ladies Tournee | Klasyfikacja generalna PK przed FIS Sommer Ladies Tournee |
| Miejsce                                                   | Zawodniczka                                               | Reprezentacja                                             | Punkty                                                    | Strata do liderki                                         |
| --------------------------------------------------------- | --------------------------------------------------------- | --------------------------------------------------------- | --------------------------------------------------------- | --------------------------------------------------------- |
| 1.                                                        | Juliane Seyfarth                                          | Niemcy                                                    | 400                                                       | –                                                         |
| 2.                                                        | Daniela Iraschko                                          | Austria                                                   | 300                                                       | 100                                                       |
| 3.                                                        | Anette Sagen                                              | Norwegia                                                  | 216                                                       | 184                                                       |
| 4.                                                        | Jessica Jerome                                            | Stany Zjednoczone                                         | 172                                                       | 228                                                       |
| 5.                                                        | Alissa Johnson                                            | Stany Zjednoczone                                         | 151                                                       | 249                                                       |
| 6.                                                        | Ulrike Gräßler                                            | Niemcy                                                    | 145                                                       | 255                                                       |
| 7.                                                        | Lindsey Van                                               | Stany Zjednoczone                                         | 143                                                       | 257                                                       |
| 8.                                                        | Line Jahr                                                 | Norwegia                                                  | 142                                                       | 258                                                       |
| 9.                                                        | Katie Willis                                              | Kanada                                                    | 141                                                       | 259                                                       |
| 10.                                                       | Jacqueline Seifriedsberger                                | Austria                                                   | 130                                                       | 270                                                       |
| 11.                                                       | Ayumi Watase                                              | Japonia                                                   | 112                                                       | 288                                                       |
| 12.                                                       | Abby Hughes                                               | Stany Zjednoczone                                         | 111                                                       | 289                                                       |
| 13.                                                       | Atsuko Tanaka                                             | Kanada                                                    | 74                                                        | 326                                                       |
| 14.                                                       | Nata De Leeuw                                             | Kanada                                                    | 71                                                        | 329                                                       |
| 15.                                                       | Tanja Drage                                               | Austria                                                   | 67                                                        | 333                                                       |
| 16.                                                       | Vladěna Pustková                                          | Czechy                                                    | 64                                                        | 336                                                       |
| 17.                                                       | Brenna Ellis                                              | Stany Zjednoczone                                         | 63                                                        | 337                                                       |
| 18.                                                       | Elena Runggaldier                                         | Włochy                                                    | 56                                                        | 344                                                       |
| 19.                                                       | Roberta D’Agostina                                        | Włochy                                                    | 50                                                        | 350                                                       |
| 20.                                                       | Zoya Lynch                                                | Kanada                                                    | 43                                                        | 357                                                       |
| 21.                                                       | Yurika Hirayama                                           | Japonia                                                   | 35                                                        | 365                                                       |
| 22.                                                       | Misaki Shigeno                                            | Japonia                                                   | 31                                                        | 369                                                       |
| 23.                                                       | Avery Ardovino                                            | Stany Zjednoczone                                         | 29                                                        | 371                                                       |
| 24.                                                       | Karla Keck                                                | Stany Zjednoczone                                         | 19                                                        | 381                                                       |
| 25.                                                       | Jaklyn Devos                                              | Kanada                                                    | 16                                                        | 384                                                       |
| 26.                                                       | Karin Friberg                                             | Stany Zjednoczone                                         | 14                                                        | 386                                                       |
| 27.                                                       | Elisabeth Andersson                                       | Stany Zjednoczone                                         | 11                                                        | 389                                                       |
| 28.                                                       | Brittany Rhoads                                           | Stany Zjednoczone                                         | 9                                                         | 391                                                       |

## Zasady
Zasady obowiązujące w FIS Sommer Ladies Tournee są takie same jak podczas zawodów Pucharu Świata czy Pucharu Kontynentalnego.
Do klasyfikacji generalnej FIS Sommer Ladies Tournee zaliczane były noty punktowe zdobyte przez zawodniczki podczas konkursów.
Skoki oceniane były w taki sam sposób jak podczas zawodów Pucharu Świata czy Pucharu Kontynentalnego. Za osiągnięcie odległości równej punktowi konstrukcyjnemu zawodniczka otrzymywała 60 punktów. Za każdy dodatkowy metr uzyskiwała dodatkowo 2 punkty, analogicznie za każdy metr poniżej punktu K minus 2 punkty. Ponadto styl skoku i lądowania podlegał ocenie przez pięciu sędziów wybranych przez FIS, którzy mogli przyznać maksymalnie po 20 punktów. Dwie skrajne noty (najwyższa i najniższa) nie były wliczane do noty końcowej.

## Skocznie
Konkursy FIS Sommer Ladies Tournee w 2006 roku przeprowadzone zostały na czterech skoczniach narciarskich – trzech średnich: Pöhlbachschanze w Pöhli, Meinhardus-Schanze w Meinerzhagen i Laideregg-Schanze w Bischofshofen oraz normalnej Vogtlandschanze w Klingenthal.
|  | Nazwa skoczni      | Miejscowość   | Punkt K | Punkt jury | Rekord skoczni | Rekord skoczni                                              | Rekord skoczni        |
|  | ------------------ | ------------- | ------- | ---------- | -------------- | ----------------------------------------------------------- | --------------------- |
|  | Vogtlandschanze    | Klingenthal   | K-80    | 85,0 m     | 86,0 m         | Marcus Schneider Maxime Laheurte Dejan Plevnik Eric Frenzel | 23.01.1998 18.01.2004 |
|  | Pöhlbachschanze    | Pöhla         | K-60    | 65,0 m     | 68,5 m         | Dirk Else                                                   | 2001                  |
|  | Meinhardus-Schanze | Meinerzhagen  | K-62    | 68,0 m     | 68,5 m         | Daniela Iraschko                                            | 15.08.2004            |
|  | Laideregg-Schanze  | Bischofshofen | K-65    | 78,0 m     | 76,5 m         | Martin Machreich                                            | 12.02.2006            |

## Jury
Głównymi dyrektorami konkursów w ramach FIS Sommer Ladies Tournee byli kolejno: w pierwszym Andreas Hille, w drugim Günter Beck, w trzecim i czwartym konkursie – Manfred Bachmann, a w ostatnim Gerhard Krab.
Sędzią technicznym podczas pierwszych czterech konkursów w Klingenthal, Pöhli i Meinerzhagen był Czech Dalibor Motejlek, a jego asystentem – Edgar Ganster. Podczas ostatnich zawodów na skoczni Laideregg-Schanze sędzią technicznym był Niemiec Uwe Mühln, a jego asystentem podobnie jak w poprzednich konkursach cyklu – Edgar Ganster.
W poniższej tabeli znajduje się zestawienie wszystkich sędziów, którzy oceniali styl skoków podczas konkursów FIS Sommer Ladies Tournee 2006 wraz z zajmowanymi przez nich miejscami na wieży sędziowskiej.
| Sędzia              | Kraj    | Stanowisko na wieży sędziowskiej | Stanowisko na wieży sędziowskiej | Stanowisko na wieży sędziowskiej | Stanowisko na wieży sędziowskiej | Stanowisko na wieży sędziowskiej | Stanowisko na wieży sędziowskiej |
| Sędzia              | Kraj    | Klingenthal                      | Pöhla                            | Meinerzhagen                     | Meinerzhagen                     | Bischofshofen                    |                                  |
| ------------------- | ------- | -------------------------------- | -------------------------------- | -------------------------------- | -------------------------------- | -------------------------------- | -------------------------------- |
| Michal Bartoš       | Czechy  | D                                | C                                | C                                | C                                | –                                |                                  |
| Claudia Denifl      | Austria | –                                | –                                | –                                | –                                | D                                |                                  |
| Reinhard Distlmeier | Niemcy  | C                                | –                                | –                                | –                                | –                                |                                  |
| Günther Frettlöh    | Niemcy  | –                                | –                                | A                                | A                                | –                                |                                  |
| Michael Herzig      | Niemcy  | E                                | –                                | –                                | –                                | –                                |                                  |
| Bernd Heß           | Niemcy  | –                                | A                                | –                                | –                                | –                                |                                  |
| Gerhardt Hoyer      | Niemcy  | –                                | B                                | –                                | –                                | –                                |                                  |
| Mirko Hünefeld      | Niemcy  | –                                | E                                | –                                | –                                | –                                |                                  |
| Stephan Klein       | Niemcy  | –                                | –                                | E                                | E                                | –                                |                                  |
| Bernd Krauß         | Niemcy  | A                                | –                                | –                                | –                                | –                                |                                  |
| Robert Krautgartner | Austria | –                                | –                                | –                                | –                                | E                                |                                  |
| Wolfgang Patzina    | Niemcy  | –                                | –                                | D                                | D                                | –                                |                                  |
| Günter Riedel       | Niemcy  | –                                | D                                | –                                | –                                | –                                |                                  |
| Manfred Schnetzer   | Austria | –                                | –                                | –                                | –                                | B                                |                                  |
| Bernhard Selbach    | Niemcy  | –                                | –                                | B                                | B                                | –                                |                                  |
| Peter Stattmann     | Austria | –                                | –                                | –                                | –                                | A                                |                                  |
| Jürgen Thomas       | Niemcy  | B                                | –                                | –                                | –                                | –                                |                                  |
| Helmut Wegscheider  | Niemcy  | –                                | –                                | –                                | –                                | C                                |                                  |

## Podia

### Podium klasyfikacji łącznej
| Zawodniczka      | Klingenthal | Klingenthal | Klingenthal | Pöhla  | Pöhla  | Pöhla | Meinerzhagen | Meinerzhagen | Meinerzhagen | Bischofshofen | Bischofshofen | Bischofshofen | Nota łączna | Strata |
| Zawodniczka      | Skok 1      | Skok 2      | Nota        | Skok 1 | Skok 2 | Nota  | Skok 1       | Skok 2       | Nota         | Skok 1        | Skok 2        | Nota          | Nota łączna | Strata |
| ---------------- | ----------- | ----------- | ----------- | ------ | ------ | ----- | ------------ | ------------ | ------------ | ------------- | ------------- | ------------- | ----------- | ------ |
| Anette Sagen     | 79,5 m      | 81,5 m      | 230,0       | 60,5 m | 63,0 m | 226,4 | 67,0 m       | 66,5 m       | 250,8        | 73,0 m        | 71,5 m        | 267,8         | 975,0       | –      |
| Juliane Seyfarth | 81,0 m      | 81,0 m      | 227,5       | 61,0 m | 62,0 m | 234,7 | 67,0 m       | 67,0 m       | 249,5        | 70,0 m        | 72,0 m        | 260,8         | 972,5       | 2,5    |
| Jessica Jerome   | 79,0 m      | 79,5 m      | 225,0       | 60,0 m | 61,5 m | 230,1 | 63,0 m       | 66,5 m       | 213,7        | 70,0 m        | 68,5 m        | 250,9         | 919,7       | 55,3   |

### Podia konkursów indywidualnych

#### Klingenthal (06.08.2006)
| Miejsce | Imię i nazwisko  | Skok 1           | Skok 2           | Noty za styl                                                      | Nota łączna | Strata  |
| ------- | ---------------- | ---------------- | ---------------- | ----------------------------------------------------------------- | ----------- | ------- |
| 1.      | Anette Sagen     | 79,5 m 113,0 pkt | 81,5 m 117,0 pkt | 18,0 • 18,0 • 18,5 • 17,5 • 18,0 18,0 • 18,0 • 18,5 • 18,0 • 18,0 | 230,0 pkt   | –       |
| 2.      | Juliane Seyfarth | 81,0 m 116,0 pkt | 81,0 m 111,5 pkt | 18,0 • 18,0 • 18,0 • 18,0 • 18,0 17,0 • 16,5 • 16,5 • 16,5 • 16,5 | 227,5 pkt   | 2,5 pkt |
| 3.      | Jessica Jerome   | 79,0 m 111,5 pkt | 79,5 m 113,5 pkt | 17,5 • 17,5 • 18,5 • 18,0 • 18,0 18,0 • 18,0 • 18,5 • 18,0 • 18,5 | 225,0 pkt   | 5,0 pkt |

#### Pöhla (09.08.2006)
| Miejsce | Imię i nazwisko  | Skok 1           | Skok 2           | Noty za styl                                                      | Nota łączna | Strata  |
| ------- | ---------------- | ---------------- | ---------------- | ----------------------------------------------------------------- | ----------- | ------- |
| 1.      | Juliane Seyfarth | 61,0 m 115,9 pkt | 62,0 m 118,8 pkt | 18,0 • 18,0 • 18,0 • 17,5 • 17,5 18,0 • 18,0 • 18,0 • 18,0 • 18,0 | 234,7 pkt   | –       |
| 2.      | Ulrike Gräßler   | 62,0 m 116,3 pkt | 63,0 m 115,7 pkt | 17,0 • 18,5 • 16,5 • 17,0 • 17,5 16,0 • 17,0 • 16,5 • 16,0 • 16,0 | 232,0 pkt   | 2,7 pkt |
| 3.      | Jessica Jerome   | 60,0 m 112,5 pkt | 61,5 m 117,6 pkt | 17,5 • 18,0 • 17,5 • 17,5 • 17,5 18,0 • 18,0 • 18,0 • 18,0 • 18,0 | 230,1 pkt   | 4,6 pkt |

#### Meinerzhagen (12.08.2006)
| Miejsce | Imię i nazwisko  | Skok 1           | Skok 2           | Noty za styl                                                      | Nota łączna | Strata   |
| ------- | ---------------- | ---------------- | ---------------- | ----------------------------------------------------------------- | ----------- | -------- |
| 1.      | Anette Sagen     | 67,0 m 125,5 pkt | 66,5 m 125,3 pkt | 18,0 • 18,0 • 17,5 • 18,0 • 17,5 18,5 • 18,5 • 18,0 • 18,0 • 17,5 | 250,8 pkt   | –        |
| 2.      | Juliane Seyfarth | 67,0 m 126,0 pkt | 67,0 m 123,5 pkt | 18,5 • 17,5 • 18,0 • 18,5 • 17,0 17,5 • 17,5 • 17,0 • 17,0 • 17,0 | 249,5 pkt   | 1,3 pkt  |
| 3.      | Ayumi Watase     | 62,0 m 113,5 pkt | 64,0 m 118,8 pkt | 17,0 • 17,5 • 18,0 • 18,0 • 18,0 18,0 • 18,0 • 18,5 • 18,0 • 17,5 | 232,3 pkt   | 18,5 pkt |

#### Bischofshofen (15.08.2006)
| Miejsce | Imię i nazwisko  | Skok 1           | Skok 2           | Noty za styl                                                      | Nota łączna | Strata   |
| ------- | ---------------- | ---------------- | ---------------- | ----------------------------------------------------------------- | ----------- | -------- |
| 1.      | Anette Sagen     | 73,0 m 135,7 pkt | 71,5 m 132,1 pkt | 18,5 • 19,0 • 18,5 • 19,5 • 19,0 19,0 • 19,0 • 18,5 • 19,0 • 18,5 | 267,8 pkt   | –        |
| 2.      | Juliane Seyfarth | 70,0 m 127,0 pkt | 72,0 m 133,8 pkt | 17,5 • 18,0 • 18,0 • 19,0 • 19,0 • 19,0 • 19,0 • 19,0 • 19,0      | 260,8 pkt   | 7,0 pkt  |
| 3.      | Ulrike Gräßler   | 72,5 m 127,0 pkt | 73,0 m 129,7 pkt | 16,5 • 16,5 • 14,5 • 16,0 • 16,5 17,0 • 17,0 • 16,5 • 16,5 • 17,0 | 256,7 pkt   | 11,1 pkt |

### Podia konkursów drużynowych

#### Meinerzhagen (11.08.2006)
| Miejsce | Reprezentacja       | Imię i nazwisko  | Skok 1           | Skok 2           | Noty za styl                                                      | Nota zawodniczki | Nota drużyny | Strata   |
| ------- | ------------------- | ---------------- | ---------------- | ---------------- | ----------------------------------------------------------------- | ---------------- | ------------ | -------- |
| 1.      | Stany Zjednoczone I | Avery Ardovino   | 62,0 m 108,5 pkt | 62,0 m 111,5 pkt | 17,0 • 16,0 • 16,0 • 15,5 • 16,5 17,0 • 16,5 • 17,5 • 17,5 • 17,0 | 220,0 pkt        | 916,2 pkt    | –        |
| 1.      | Stany Zjednoczone I | Abby Hughes      | 63,5 m 112,1 pkt | 67,0 m 122,5 pkt | 16,0 • 16,5 • 16,5 • 15,5 • 16,0 17,5 • 17,0 • 16,5 • 16,0 • 17,0 | 234,6 pkt        | 916,2 pkt    | –        |
| 1.      | Stany Zjednoczone I | Alissa Johnson   | 62,5 m 113,2 pkt | 63,0 m 114,9 pkt | 17,5 • 17,0 • 17,5 • 17,5 • 17,0 17,5 • 17,5 • 17,5 • 17,0 • 18,0 | 228,1 pkt        | 916,2 pkt    | –        |
| 1.      | Stany Zjednoczone I | Jessica Jerome   | 64,0 m 118,8 pkt | 62,5 m 114,7 pkt | 18,0 • 17,5 • 18,0 • 18,5 • 18,0 17,5 • 18,0 • 18,0 • 18,0 • 17,5 | 233,5 pkt        | 916,2 pkt    | –        |
| 2.      | Niemcy I            | Anna Häfele      | 58,5 m 102,1 pkt | 59,5 m 103,5 pkt | 17,0 • 16,5 • 17,0 • 17,0 • 16,5 17,0 • 15,5 • 17,0 • 16,0 • 16,5 | 205,6 pkt        | 871,0 pkt    | 45,2 pkt |
| 2.      | Niemcy I            | Melanie Faißt    | 61,0 m 105,6 pkt | 63,5 m 112,6 pkt | 17,0 • 15,5 • 16,0 • 16,5 • 15,5 17,0 • 16,5 • 16,5 • 16,0 • 16,0 | 218,2 pkt        | 871,0 pkt    | 45,2 pkt |
| 2.      | Niemcy I            | Ulrike Gräßler   | 61,0 m 105,1 pkt | 65,0 m 114,7 pkt | 17,0 • 15,5 • 16,0 • 16,0 • 15,5 15,5 • 16,0 • 16,0 • 16,0 • 14,0 | 219,8 pkt        | 871,0 pkt    | 45,2 pkt |
| 2.      | Niemcy I            | Juliane Seyfarth | 62,5 m 113,2 pkt | 62,5 m 114,2 pkt | 17,0 • 17,0 • 17,5 • 17,5 • 17,5 17,5 • 18,0 • 18,0 • 17,0 • 17,5 | 227,4 pkt        | 871,0 pkt    | 45,2 pkt |
| 3.      | Norwegia            | Gyda Enger       | 57,5 m 98,7 pkt  | 60,5 m 104,4 pkt | 16,5 • 16,5 • 16,0 • 16,5 • 16,5 16,0 • 16,0 • 16,0 • 16,0 • 15,5 | 203,1 pkt        | 850,2 pkt    | 66,0 pkt |
| 3.      | Norwegia            | Mari Backe       | 55,5 m 92,9 pkt  | 57,0 m 97,0 pkt  | 16,5 • 15,0 • 16,5 • 16,0 • 16,0 16,5 • 16,0 • 16,5 • 16,0 • 16,5 | 189,9 pkt        | 850,2 pkt    | 66,0 pkt |
| 3.      | Norwegia            | Line Jahr        | 59,0 m 103,8 pkt | 61,5 m 111,3 pkt | 17,0 • 17,0 • 17,0 • 17,0 • 16,0 17,5 • 17,5 • 17,5 • 17,5 • 17,5 | 215,1 pkt        | 850,2 pkt    | 66,0 pkt |
| 3.      | Norwegia            | Anette Sagen     | 66,0 m 123,6 pkt | 64,5 m 118,5 pkt | 18,5 • 17,0 • 18,0 • 18,5 • 17,5 17,5 • 18,0 • 17,5 • 17,5 • 17,0 | 242,1 pkt        | 850,2 pkt    | 66,0 pkt |

## Przebieg zawodów

### Klingenthal

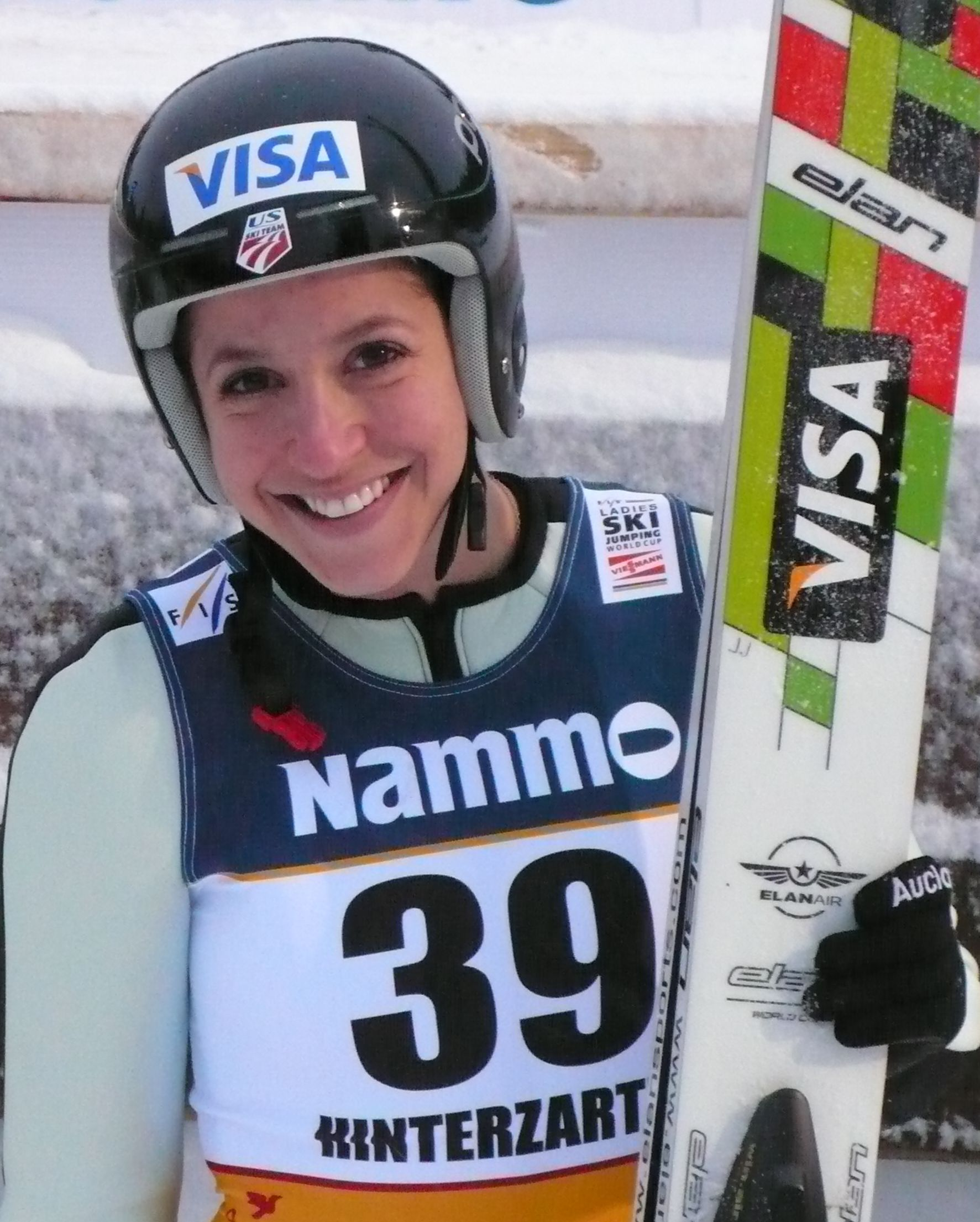
Jessica Jerome – zwyciężczyni zmagań drużynowych z Meinerzhagen, trzecia zawodniczka konkursów indywidualnych w Klingenthal i Pöhli oraz trzecia zawodniczka klasyfikacji generalnej

Pierwszy z konkursów przeprowadzony w ramach FIS Sommer Ladies Tournee 2006 odbył się na obiekcie normalnym w Klingenthal. Wystartowało w nim czterdzieści dziewięć zawodniczek. W pierwszej serii trzem udało się uzyskać odległość równą co najmniej punktowi konstrukcyjnemu, umieszczonemu na 80. metrze. Najdalej skoczyła ostatnia na liście startowej
Juliane Seyfarth (81,0 m). Pół metra gorszą odległość, przy nieco słabszych notach za styl niż Niemka, uzyskały Lindsey Van i Elena Runggaldier. Trzecią odległość serii uzyskały Anette Sagen i Katie Willis (79,5 m). Liderką po pierwszej serii była Seyfarth, przed Van i Runggaldier.
W serii finałowej cztery skoczkinie osiągnęły odległość powyżej punktu konstrukcyjnego. Najdalej w drugiej serii lądowała Abby Hughes, która uzyskała 83,5 metra, uzyskując przy tym słabsze noty za styl. Czternasta po pierwszej serii Japonka Izumi Yamada, dzięki 81-metrowemu skokowi i drugiej nocie finałowej serii, awansowała na piątą pozycję w klasyfikacji końcowej. Wyprzedziła ją dopiero skacząca jako piąta od końca Jessica Jerome (79,5 m). Prowadzenia jednak nie utrzymała na długo, ponieważ skacząca po Amerykance Norweżka Sagen (81,5 m) uzyskała najlepsza notę drugiej serii za swój skok i objęła prowadzenie w konkursie, którego nie oddała do końca. Prowadząca po pierwszej serii Seyfarth po podobnej odległościowo próbie, ale nieco słabszych notach za styl, uplasowała się na drugim miejscu w klasyfikacji generalnej konkursu ze stratą 2,5 punktu do Sagen. Trzecia była Jessica Jerome.
Dwie zawodniczki nie ustały swoich skoków i zakończyły go upadkiem. W pierwszej serii była to Szwajcarka Sabrina Windmüller, a w drugiej Kanadyjka Nata De Leeuw.
Ze startu zrezygnowały: Niemki Jeanine Drechsel i Laila Jung, Szwajcarka Malika Schüpbach i Norweżka Silje Sprakehaug.
Zawodniczki w pierwszej i drugiej serii skakały z trzynastej belki startowej. Podczas zawodów padał deszcz, temperatura powietrza w czasie pierwszej kolejki skoków wynosiła 12,4 °C, a w czasie drugiej 13,2 °C.

#### Wyniki zawodów (06.08.2006)
| 1.  | Anette Sagen               | Norwegia          | 79,5 | 113,0 | 81,5 | 117,0 | 230,0 |
| 2.  | Juliane Seyfarth           | Niemcy            | 81,0 | 116,0 | 81,0 | 111,5 | 227,5 |
| 3.  | Jessica Jerome             | Stany Zjednoczone | 79,0 | 111,5 | 79,5 | 113,5 | 225,0 |
| 4.  | Lindsey Van                | Stany Zjednoczone | 80,5 | 114,5 | 75,5 | 104,0 | 218,5 |
| 5.  | Izumi Yamada               | Japonia           | 73,5 | 97,0  | 81,0 | 115,5 | 212,5 |
| 6.  | Katie Willis               | Kanada            | 79,5 | 111,0 | 74,0 | 100,0 | 211,0 |
| 7.  | Elena Runggaldier          | Włochy            | 80,5 | 113,5 | 72,0 | 95,5  | 209,0 |
| 8.  | Abby Hughes                | Stany Zjednoczone | 72,0 | 96,0  | 83,5 | 111,0 | 207,0 |
| 9.  | Bigna Windmüller           | Szwajcaria        | 75,5 | 103,5 | 75,0 | 102,5 | 206,0 |
| 10. | Daniela Iraschko           | Austria           | 74,0 | 102,0 | 73,0 | 99,5  | 201,5 |
| 11. | Jacqueline Seifriedsberger | Austria           | 72,5 | 97,5  | 73,5 | 99,5  | 197,0 |
| 12. | Alissa Johnson             | Stany Zjednoczone | 73,0 | 98,0  | 73,5 | 98,5  | 196,5 |
| 12. | Line Jahr                  | Norwegia          | 75,0 | 101,5 | 72,0 | 95,0  | 196,5 |
| 14. | Ayumi Watase               | Japonia           | 72,5 | 97,0  | 73,5 | 98,5  | 195,5 |
| 15. | Ulrike Gräßler             | Niemcy            | 75,0 | 101,5 | 71,0 | 93,0  | 194,5 |
| 16. | Gyda Enger                 | Norwegia          | 70,0 | 90,5  | 75,5 | 103,5 | 194,0 |
| 17. | Rieko Kanai                | Japonia           | 69,0 | 88,0  | 73,5 | 98,5  | 186,5 |
| 18. | Atsuko Tanaka              | Kanada            | 71,0 | 93,5  | 70,5 | 92,0  | 185,5 |
| 19. | Melanie Faißt              | Niemcy            | 73,5 | 97,5  | 68,5 | 86,5  | 184,0 |
| 19. | Yoshiko Kasai              | Japonia           | 69,5 | 90,0  | 71,5 | 94,0  | 184,0 |
| 21. | Brenna Ellis               | Stany Zjednoczone | 70,5 | 92,0  | 67,5 | 84,5  | 176,5 |
| 22. | Vladěna Pustková           | Czechy            | 68,5 | 87,5  | 69,5 | 88,5  | 176,0 |
| 23. | Tanja Drage                | Austria           | 69,0 | 88,0  | 68,5 | 86,5  | 174,5 |
| 24. | Anna Häfele                | Niemcy            | 71,5 | 93,5  | 63,0 | 74,5  | 168,0 |
| 25. | Svenja Würth               | Niemcy            | 66,5 | 79,5  | 68,0 | 82,5  | 162,0 |
| 26. | Roberta D’Agostina         | Włochy            | 63,5 | 76,5  | 67,0 | 84,0  | 160,5 |
| 27. | Katja Požun                | Słowenia          | 64,0 | 76,5  | 64,5 | 78,5  | 155,0 |
| 28. | Eva Logar                  | Słowenia          | 64,5 | 78,5  | 59,5 | 63,5  | 142,0 |
| 29. | Nata De Leeuw              | Kanada            | 67,0 | 82,5  | 67,5 | 55,5  | 138,0 |
| 30. | Magdalena Schnurr          | Niemcy            | 64,5 | 78,5  | 55,0 | 53,5  | 132,0 |
| 31. | Carina Vogt                | Niemcy            | 63,5 | 75,5  | –    | –     | 75,5  |
| 32. | Salome Fuchs               | Szwajcaria        | 63,5 | 75,0  | –    | –     | 75,0  |
| 33. | Verena Pock                | Austria           | 63,0 | 74,5  | –    | –     | 74,5  |
| 34. | Zoya Lynch                 | Kanada            | 63,5 | 73,5  | –    | –     | 73,5  |
| 35. | Carina Ziller              | Niemcy            | 60,0 | 68,0  | –    | –     | 68,0  |
| 35. | Nicole Hauer               | Niemcy            | 60,0 | 68,0  | –    | –     | 68,0  |
| 37. | Mari Backe                 | Norwegia          | 58,5 | 65,0  | –    | –     | 65,0  |
| 38. | Franziska Moser            | Niemcy            | 58,5 | 64,5  | –    | –     | 64,5  |
| 39. | Anja Tepeš                 | Słowenia          | 57,0 | 62,0  | –    | –     | 62,0  |
| 40. | Valentine Prucker          | Włochy            | 56,5 | 61,0  | –    | –     | 61,0  |
| 40. | Michaela Doleželová        | Czechy            | 58,0 | 61,0  | –    | –     | 61,0  |
| 42. | Barbara Stuffer            | Włochy            | 56,0 | 59,5  | –    | –     | 59,5  |
| 43. | Stefanie Krieg             | Niemcy            | 56,0 | 55,5  | –    | –     | 55,5  |
| 44. | Live Frisak                | Norwegia          | 56,0 | 55,0  | –    | –     | 55,0  |
| 45. | Esther Steindl             | Austria           | 54,5 | 53,0  | –    | –     | 53,0  |
| 46. | Monika Pogladič            | Słowenia          | 53,5 | 50,5  | –    | –     | 50,5  |
| 47. | Sabrina Windmüller         | Szwajcaria        | 60,0 | 41,5  | –    | –     | 41,5  |
| 48. | Monika Planinc             | Słowenia          | 49,0 | 38,5  | –    | –     | 38,5  |
| 49. | Elina Knutsson             | Szwecja           | 47,0 | 34,5  | –    | –     | 34,5  |

### Pöhla

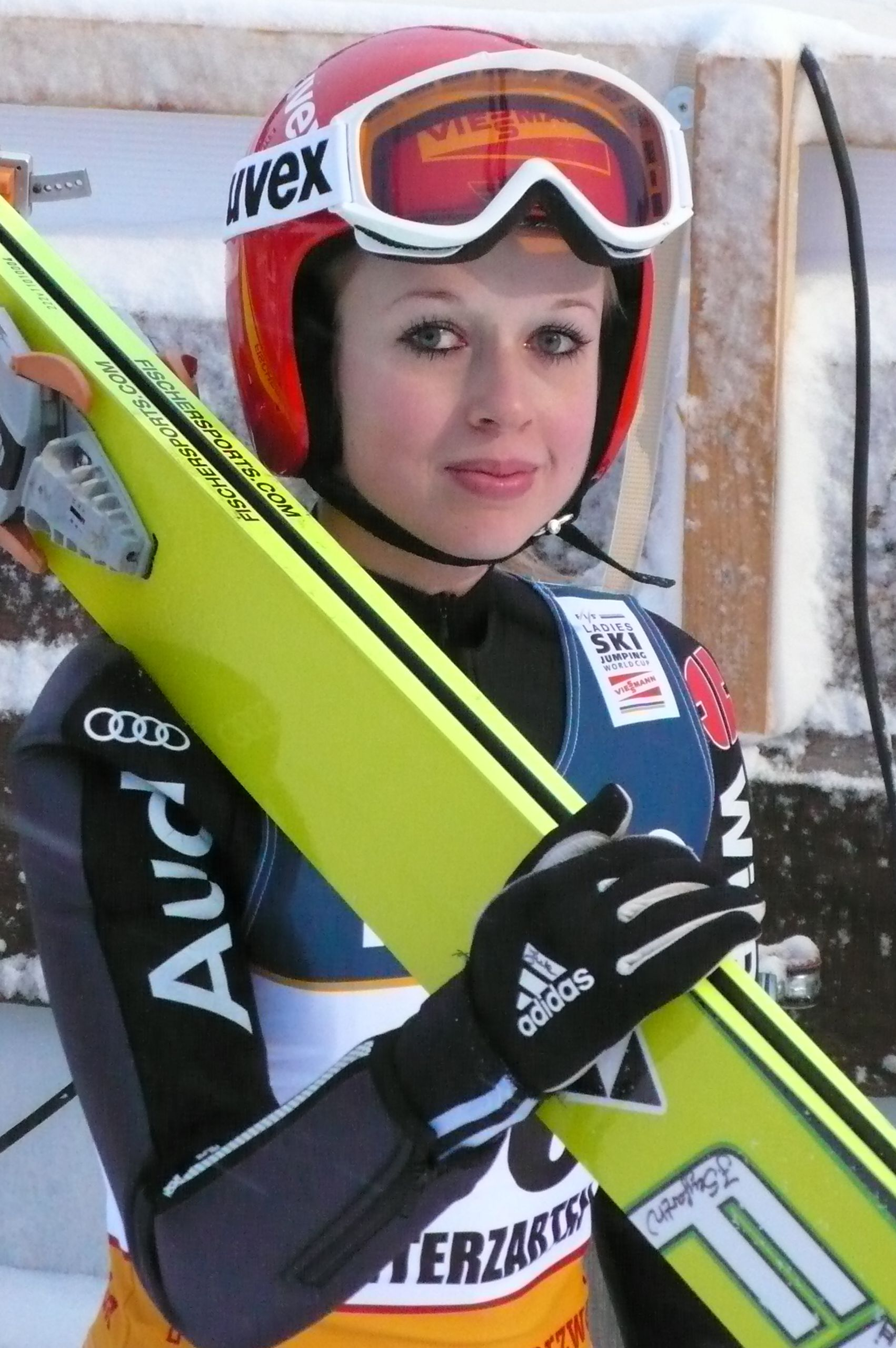
Juliane Seyfarth – zwyciężczyni drugiego indywidualnego konkursu FIS Sommer Ladies Tournee w Pöhli oraz druga zawodniczka zawodów w Klingenthal, Meinerzhagen (indywidualne i drużynowe) i Bischofshofen oraz klasyfikacji generalnej FSLT 2006

Trzy dni po rozpoczynającym FIS Sommer Ladies Tournee 2006 konkursie w Klingenthal przeprowadzone zostały drugie indywidualne zawody, tym razem na skoczni Pöhlbachschanze (K-60). W pierwszej serii siedmiu zawodniczkom udało się uzyskać odległość równą lub większą od punktu konstrukcyjnego. Najdalej skoczyła Niemka Ulrike Gräßler, która uzyskała 62 metry, co było wynikiem o sześć i pół metra krótszym niż rekord skoczni. Juliane Seyfarth uzyskała drugą odległość pierwszej serii (61,0 m). Pół metra bliżej niż Niemka lądowała Anette Sagen, jednakże otrzymała słabsze noty za styl, przez co została sklasyfikowana na ósmej pozycji po pierwszej serii. Notę lepszą od Norweżki uzyskały: Jacqueline Seifriedsberger (114,0 pkt), Jessica Jerome (112,5 pkt), Katie Willis (112,5 pkt), Lindsey Van (111,3 pkt) i Alissa Johnson (110,3 pkt). Po pierwszej serii Gräßler klasyfikowała się na pierwszym miejscu z przewagą 0,4 punktu nad Seyfarth. Trzecia była Seifriedsberger z przewagą półtora punktu nad Jerome.
W serii finałowej Ulrike Gräßler i Anette Sagen (63,0 m) uzyskały najlepszą odległość w drugiej serii, jednocześnie były jedynymi z jedenastu zawodniczek, którym udało się uzyskać odległość równą bądź powyżej punktu konstrukcyjnego. Prowadząca po pierwszej serii Niemka, wobec słabszych not za styl niż bezpośrednie rywalki, nie utrzymała pozycji liderki po pierwszej serii. Wyprzedziła ją Seyfarth, skacząca jako przedostania, która zarówno w pierwszej, jak i drugiej serii uzyskiwała metr bliższe skoki, jednak dostała wyższe noty za styl niż Gräßler. Alissa Johnson uzyskała drugą odległość drugiej serii, dzięki czemu awansowała o trzy pozycje w klasyfikacji. Czwarta po pierwszej serii Jessica Jerome (61,5 m) uzyskała drugą notę drugiej serii przy podobnych notach za styl co Niemka Seyfarth, co pozwoliło jej na awans na najniższy stopień podium drugiego konkursu FSLT. Wygrała Seyfarth z przewagą 2,7 punktu przed Gräßler i 4,6 nad Jerome.
Podobnie jak w pierwszym konkursie w Klingenthal Szwajcarka Sabrina Windmüller nie ustała swojego skoku i zakończyła go upadkiem.
Ze startu zrezygnowała Norweżka Gyda Enger.
Zawodniczki w pierwszej serii skakały z dziewiątej, a w finałowej z dziesiątej belki startowej. Podczas zawodów było częściowe pochmurnie, temperatura powietrza w czasie pierwszej kolejki skoków wynosiła 14,0 °C, a w czasie drugiej 13,5 °C.

#### Wyniki zawodów (09.08.2006)
| 1.  | Juliane Seyfarth           | Niemcy            | 61,0 | 115,9 | 62,0 | 118,8 | 234,7 |
| 2.  | Ulrike Gräßler             | Niemcy            | 62,0 | 116,3 | 63,0 | 115,7 | 232,0 |
| 3.  | Jessica Jerome             | Stany Zjednoczone | 60,0 | 112,5 | 61,5 | 117,6 | 230,1 |
| 4.  | Alissa Johnson             | Stany Zjednoczone | 59,5 | 110,3 | 62,0 | 117,3 | 227,6 |
| 5.  | Lindsey Van                | Stany Zjednoczone | 59,5 | 111,3 | 61,5 | 116,1 | 227,4 |
| 5.  | Katie Willis               | Kanada            | 60,0 | 112,5 | 61,0 | 114,9 | 227,4 |
| 7.  | Anette Sagen               | Norwegia          | 60,5 | 109,7 | 63,0 | 116,7 | 226,4 |
| 8.  | Line Jahr                  | Norwegia          | 58,5 | 108,9 | 61,0 | 116,4 | 225,3 |
| 9.  | Abby Hughes                | Stany Zjednoczone | 59,0 | 109,6 | 61,0 | 113,4 | 223,0 |
| 10. | Jacqueline Seifriedsberger | Austria           | 60,0 | 114,0 | 58,0 | 108,2 | 222,2 |
| 11. | Bigna Windmüller           | Szwajcaria        | 60,0 | 107,0 | 60,0 | 111,5 | 218,5 |
| 12. | Ayumi Watase               | Japonia           | 58,0 | 107,7 | 58,0 | 106,7 | 214,4 |
| 13. | Avery Ardovino             | Stany Zjednoczone | 58,5 | 107,4 | 57,5 | 105,0 | 212,4 |
| 14. | Izumi Yamada               | Japonia           | 55,5 | 99,2  | 60,5 | 112,2 | 211,4 |
| 15. | Yoshiko Kasai              | Japonia           | 56,5 | 103,1 | 57,5 | 105,0 | 208,1 |
| 16. | Anna Häfele                | Niemcy            | 56,0 | 101,4 | 58,0 | 106,2 | 207,6 |
| 17. | Brenna Ellis               | Stany Zjednoczone | 56,0 | 99,9  | 58,5 | 106,9 | 206,8 |
| 18. | Atsuko Tanaka              | Kanada            | 55,5 | 99,7  | 57,0 | 103,8 | 203,5 |
| 19. | Vladěna Pustková           | Czechy            | 55,5 | 98,7  | 57,5 | 104,5 | 203,2 |
| 20. | Eva Logar                  | Słowenia          | 55,5 | 99,7  | 56,5 | 102,1 | 201,8 |
| 21. | Melanie Faißt              | Niemcy            | 56,0 | 98,4  | 57,0 | 101,8 | 200,2 |
| 22. | Rieko Kanai                | Japonia           | 56,0 | 100,4 | 55,5 | 99,7  | 200,1 |
| 23. | Verena Pock                | Austria           | 56,0 | 100,9 | 54,5 | 96,3  | 197,2 |
| 24. | Roberta D’Agostina         | Włochy            | 53,5 | 94,4  | 56,5 | 102,1 | 196,5 |
| 25. | Malika Schüpbach           | Szwajcaria        | 55,5 | 97,2  | 56,0 | 98,4  | 195,6 |
| 26. | Katja Požun                | Słowenia          | 54,0 | 95,1  | 56,0 | 99,9  | 195,0 |
| 27. | Tanja Drage                | Austria           | 55,0 | 97,5  | 54,5 | 96,3  | 193,8 |
| 28. | Nicole Hauer               | Niemcy            | 54,0 | 95,6  | 55,0 | 98,0  | 193,6 |
| 29. | Nata De Leeuw              | Kanada            | 54,5 | 96,8  | 53,0 | 91,2  | 188,0 |
| 30. | Elena Runggaldier          | Włochy            | 53,5 | 94,4  | 53,0 | 93,2  | 187,6 |
| 31. | Salome Fuchs               | Szwajcaria        | 54,5 | 96,8  | 49,0 | 71,6  | 168,4 |
| 32. | Anja Tepeš                 | Słowenia          | 53,5 | 93,9  | –    | –     | 93,9  |
| 33. | Stefanie Krieg             | Niemcy            | 52,5 | 92,0  | –    | –     | 92,0  |
| 34. | Franziska Moser            | Niemcy            | 54,0 | 90,6  | –    | –     | 90,6  |
| 35. | Zoya Lynch                 | Kanada            | 53,0 | 90,2  | –    | –     | 90,2  |
| 36. | Evelyn Insam               | Włochy            | 52,0 | 89,3  | –    | –     | 89,3  |
| 37. | Karin Friberg              | Stany Zjednoczone | 52,5 | 88,5  | –    | –     | 88,5  |
| 38. | Elisabeth Anderson         | Stany Zjednoczone | 51,0 | 86,9  | –    | –     | 86,9  |
| 39. | Valentine Prucker          | Włochy            | 50,0 | 84,5  | –    | –     | 84,5  |
| 40. | Barbara Stuffer            | Włochy            | 49,5 | 82,3  | –    | –     | 82,3  |
| 41. | Live Frisak                | Norwegia          | 50,5 | 82,2  | –    | –     | 82,2  |
| 42. | Mari Backe                 | Norwegia          | 49,0 | 81,6  | –    | –     | 81,6  |
| 43. | Steffi Reischl             | Niemcy            | 49,5 | 81,3  | –    | –     | 81,3  |
| 44. | Monika Pogladič            | Słowenia          | 48,5 | 75,4  | –    | –     | 75,4  |
| 45. | Esther Steindl             | Austria           | 48,0 | 74,7  | –    | –     | 74,7  |
| 46. | Michaela Doleželová        | Czechy            | 47,5 | 73,0  | –    | –     | 73,0  |
| 47. | Monika Planinc             | Słowenia          | 44,5 | 67,3  | –    | –     | 67,3  |
| 48. | Elina Knutsson             | Szwecja           | 42,0 | 57,8  | –    | –     | 57,8  |
| 49. | Joanna Gawron              | Polska            | 42,0 | 57,3  | –    | –     | 57,3  |
| 50. | Simona Senoner             | Włochy            | 36,5 | 45,1  | –    | –     | 45,1  |
| 51. | Nadine Kostner             | Włochy            | 36,0 | 42,9  | –    | –     | 42,9  |
| 52. | Sabrina Windmüller         | Szwajcaria        | 44,0 | 39,6  | –    | –     | 39,6  |
| 53. | Gabriela Buńda             | Polska            | 34,5 | 38,3  | –    | –     | 38,3  |

### Meinerzhagen

#### Pierwszy konkurs (drużynowy)

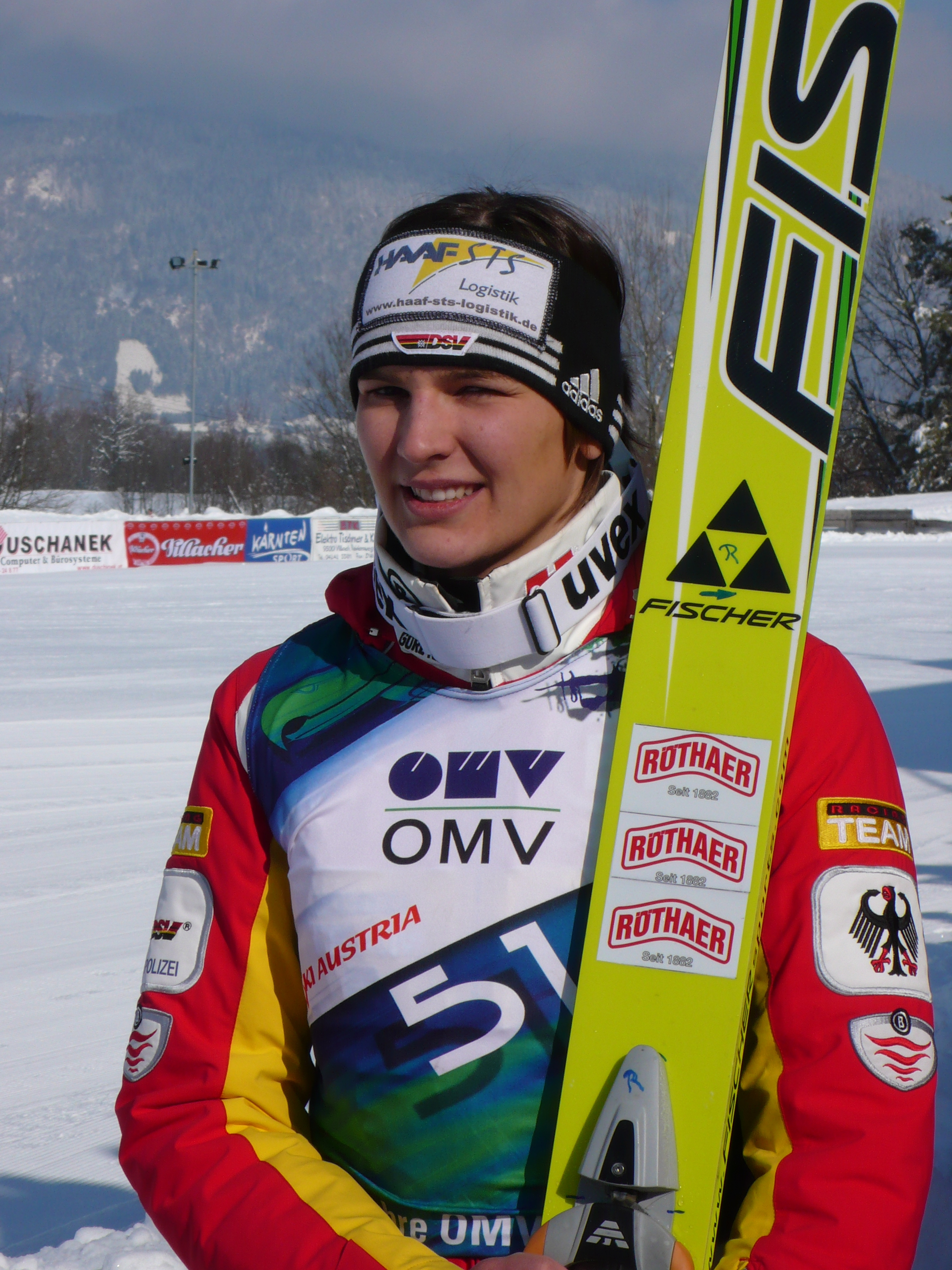
Ulrike Gräßler – druga zawodniczka konkursu indywidualnego w Pöhli i drużynowego w Meinerzhagen, trzecia w konkursie indywidualnym w Bischofshofen oraz czwarta zawodniczka klasyfikacji generalnej turnieju

Trzecią konkurencją szóstej edycji FIS Sommer Ladies Tournee były zawody drużynowe na skoczni średniej w Meinerzhagen, które odbyły się 11 sierpnia. W konkursie wystartowało piętnaście drużyn – dwanaście reprezentacji narodowych i trzy drużyny mieszane. Po pierwszej kolejce skoków na prowadzeniu była reprezentacja Szwajcarii. Najdalej skoczyły Izumi Yamada i Salome Fuchs, obie uzyskały 62,5 metra, jednak lepsze noty za styl uzyskała Szwajcarka. Tuż za drużyną Szwajcarii znajdowała się drużyna japońska i pierwsza drużyna amerykańska. Najdalej w drugiej kolejce – 63,5 metra – skoczyła reprezentantka Stanów Zjednoczonych I, Abby Hughes. Na prowadzenie wysunęła się pierwsza ekipa Stanów Zjednoczonych z przewagą 3,9 punktu nad Japonkami. W trzeciej turze najdłuższy skok oddała kolejna reprezentantka USA, Alissa Johnson, która uzyskała o metr słabszy rezultat, niż wcześniej wspomniana Hughes. W ostatniej grupie pierwszej serii najdalej skoczyła Anette Sagen (66,0 m), dzięki czemu Norweżki pozostały na czwartej pozycji znacznie odrabiając straty do wyprzedzających je Japonek. Skok o trzy i pół metra krótszy oddała Juliane Seyfarth, co pozwoliło awansować pierwszej drużynie Niemek na drugie miejsce, po słabszej próbie Yoshiko Kasai (56,0 m) z drużyny japońskiej. Po pierwszej serii prowadziły Stany Zjednoczone I, z przewagą 26,6 punktu nad pierwsza drużyną Niemiec i 32,4 nad Japonkami.
Najdłuższym skokiem piątej kolejki był skok Eleny Runggaldier na 64,5 metra. Pół metra bliżej lądowała Izumi Yamada, co pozwoliło reprezentacji Japonii ponownie wrócić na pozycję wicelidera o pięć punktów przed pierwszą reprezentacją Niemiec. W szóstej kolejce najdalej skoczyła Abby Hughes, która uzyskała 67 metrów. Japonka Rieko Kanai (60,5 m) nie ustała swojego skoku i zakończyła go upadkiem, co pozwoliło na awans Norweżkom na trzecią pozycje w konkursie. Na drugie miejsce powróciły Niemcy I po 63,5 metrowym skoku Melanie Faißt. W przedostatniej – siódmej kolejce najdalej skoczyła Ulrike Gräßler z pierwszej drużyny Niemiec. Po siódmej kolejce za prowadzącymi Stanami Zjednoczonymi I, na drugim miejscu plasowały się Niemcy I (34,8 punktów straty), które z przewagą 25,1 punktu wyprzedzały drużynę norweską. Tuż za Norwegią, ze stratą 1,1 punktu, były Japonki. W ostatniej, ósmej kolejce najdalej skoczyła, podobnie jak w pierwszej serii, Anette Sagen (64,5 m), która w nieoficjalnej klasyfikacji indywidualnej zajęła pierwsze miejsce z przewagą 7,5 punktu nad Abby Hughes. Reprezentantka Japonii Yoshiko Kasai uzyskała o cztery i pół metra gorszy rezultat niż Norweżka Sagen, dzięki czemu Norweżki powiększyły przewagę i pozostały na trzecim miejscu, a Japonki na czwartym. Na pierwszym miejscu uplasowała się pierwsza reprezentacja Stanów Zjednoczonych z przewagą 45,2 punktu nad Niemkami I i 66,0 nad reprezentacją Norwegii.
Zawodniczki podczas pierwszej serii skakały z ósmej belki startowej. Podczas piątej i szóstej kolejki z dziewiątej, podczas siódmej ponownie z ósmej, a w ostatniej z siódmej.

##### Wyniki zawodów (11.08.2006)
| Miejsce        | Reprezentacja                                   | Zawodniczka                | Seria 1 | Seria 1             | Seria 2        | Seria 2 | Nota zespołu |       |      |       |       |
| Miejsce        | Reprezentacja                                   | Zawodniczka                | Skok    | Nota                | Skok           | Nota    | Nota zespołu |       |      |       |       |
| -------------- | ----------------------------------------------- | -------------------------- | ------- | ------------------- | -------------- | ------- | ------------ | ----- | ---- | ----- | ----- |
| Miejsce        | Reprezentacja                                   | Zawodniczka                | 1.      | Stany Zjednoczone I | Avery Ardovino | 62,0    | Nota zespołu | 108,5 | 62,0 | 111,5 | 916,2 |
| Miejsce        | Reprezentacja                                   | Zawodniczka                | 1.      | Stany Zjednoczone I | Abby Hughes    | 63,5    | Nota zespołu | 112,1 | 67,0 | 122,5 | 916,2 |
| Alissa Johnson | 62,5                                            | 113,2                      | 1.      | Stany Zjednoczone I | 63,0           | 114,9   |              |       |      |       | 916,2 |
| Jessica Jerome | 64,0                                            | 118,8                      | 1.      | Stany Zjednoczone I | 62,5           | 114,7   |              |       |      |       | 916,2 |
| 2.             | Niemcy I                                        | Anna Häfele                | 58,5    | 102,1               | 59,5           | 103,5   | 871,0        |       |      |       |       |
| 2.             | Niemcy I                                        | Melanie Faißt              | 61,0    | 105,6               | 63,5           | 112,6   | 871,0        |       |      |       |       |
| 2.             | Niemcy I                                        | Ulrike Gräßler             | 61,0    | 105,1               | 65,0           | 114,7   | 871,0        |       |      |       |       |
| 2.             | Niemcy I                                        | Juliane Seyfarth           | 62,5    | 113,2               | 62,5           | 114,2   | 871,0        |       |      |       |       |
| 3.             | Norwegia                                        | Gyda Enger                 | 57,5    | 98,7                | 60,5           | 104,4   | 850,2        |       |      |       |       |
| 3.             | Norwegia                                        | Mari Backe                 | 55,5    | 92,9                | 57,0           | 97,0    | 850,2        |       |      |       |       |
| 3.             | Norwegia                                        | Line Jahr                  | 59,0    | 103,8               | 61,5           | 111,3   | 850,2        |       |      |       |       |
| 3.             | Norwegia                                        | Anette Sagen               | 66,0    | 123,6               | 64,5           | 118,5   | 850,2        |       |      |       |       |
| 4.             | Japonia                                         | Izumi Yamada               | 62,5    | 111,7               | 64,0           | 114,3   | 835,8        |       |      |       |       |
| 4.             | Japonia                                         | Rieko Kanai                | 59,5    | 105,0               | 60,5           | 83,4    | 835,8        |       |      |       |       |
| 4.             | Japonia                                         | Ayumi Watase               | 60,5    | 107,9               | 62,5           | 112,7   | 835,8        |       |      |       |       |
| 4.             | Japonia                                         | Yoshiko Kasai              | 56,0    | 95,6                | 60,0           | 105,2   | 835,8        |       |      |       |       |
| 5.             | Kanada                                          | Zoya Lynch                 | 53,0    | 82,9                | 55,0           | 86,7    | 803,2        |       |      |       |       |
| 5.             | Kanada                                          | Nata De Leeuw              | 60,5    | 107,9               | 61,5           | 109,3   | 803,2        |       |      |       |       |
| 5.             | Kanada                                          | Atsuko Tanaka              | 56,0    | 95,6                | 60,0           | 106,2   | 803,2        |       |      |       |       |
| 5.             | Kanada                                          | Katie Willis               | 60,0    | 105,7               | 60,5           | 108,9   | 803,2        |       |      |       |       |
| 6.             | Stany Zjednoczone II                            | Elisabeth Anderson         | 53,5    | 87,6                | 54,5           | 89,5    | 797,1        |       |      |       |       |
| 6.             | Stany Zjednoczone II                            | Karin Friberg              | 55,5    | 93,4                | 60,0           | 104,7   | 797,1        |       |      |       |       |
| 6.             | Stany Zjednoczone II                            | Brenna Ellis               | 57,5    | 99,7                | 58,5           | 101,6   | 797,1        |       |      |       |       |
| 6.             | Stany Zjednoczone II                            | Lindsey Van                | 61,5    | 110,3               | 61,5           | 110,3   | 797,1        |       |      |       |       |
| 7.             | Austria                                         | Esther Steindl             | 53,5    | 83,1                | 53,5           | 86,6    | 795,2        |       |      |       |       |
| 7.             | Austria                                         | Verena Pock                | 58,0    | 100,4               | 62,5           | 113,7   | 795,2        |       |      |       |       |
| 7.             | Austria                                         | Tanja Drage                | 57,0    | 97,5                | 58,5           | 101,6   | 795,2        |       |      |       |       |
| 7.             | Austria                                         | Jacqueline Seifriedsberger | 61,0    | 111,6               | 57,5           | 100,7   | 795,2        |       |      |       |       |
| 8.             | Włochy                                          | Elena Runggaldier          | 62,0    | 108,0               | 64,5           | 118,5   | 795,1        |       |      |       |       |
| 8.             | Włochy                                          | Evelyn Insam               | 58,5    | 102,1               | 61,5           | 109,8   | 795,1        |       |      |       |       |
| 8.             | Włochy                                          | Valentine Prucker          | 50,0    | 77,7                | 52,5           | 84,2    | 795,1        |       |      |       |       |
| 8.             | Włochy                                          | Roberta D’Agostina         | 58,0    | 101,9               | 55,5           | 92,9    | 795,1        |       |      |       |       |
| 9.             | Szwajcaria                                      | Salome Fuchs               | 62,5    | 113,2               | 60,0           | 106,2   | 778,5        |       |      |       |       |
| 9.             | Szwajcaria                                      | Sabrina Windmüller         | 54,5    | 63,5                | 54,5           | 82,0    | 778,5        |       |      |       |       |
| 9.             | Szwajcaria                                      | Malika Schüpbach           | 55,5    | 89,4                | 60,0           | 101,7   | 778,5        |       |      |       |       |
| 9.             | Szwajcaria                                      | Bigna Windmüller           | 63,5    | 113,6               | 60,5           | 108,9   | 778,5        |       |      |       |       |
| 10.            | Słowenia                                        | Eva Logar                  | 59,5    | 100,5               | 54,0           | 85,8    | 765,2        |       |      |       |       |
| 10.            | Słowenia                                        | Anja Tepeš                 | 58,0    | 99,9                | 60,0           | 106,2   | 765,2        |       |      |       |       |
| 10.            | Słowenia                                        | Monika Pogladič            | 52,0    | 82,0                | 57,5           | 98,7    | 765,2        |       |      |       |       |
| 10.            | Słowenia                                        | Katja Požun                | 56,5    | 95,8                | 56,5           | 96,3    | 765,2        |       |      |       |       |
| 11.            | Niemcy II                                       | Svenja Würth               | 57,0    | 94,0                | 56,5           | 92,3    | 742,6        |       |      |       |       |
| 11.            | Niemcy II                                       | Carina Ziller              | 57,5    | 97,2                | 60,5           | 106,4   | 742,6        |       |      |       |       |
| 11.            | Niemcy II                                       | Lea Wallewein              | 52,0    | 79,5                | 59,5           | 101,5   | 742,6        |       |      |       |       |
| 11.            | Niemcy II                                       | Stefanie Krieg             | 53,5    | 89,1                | 51,0           | 82,6    | 742,6        |       |      |       |       |
| 12.            | Niemcy III                                      | Carina Vogt                | 56,0    | 93,6                | 61,0           | 103,1   | 707,3        |       |      |       |       |
| 12.            | Niemcy III                                      | Magdalena Schnurr          | 55,5    | 93,9                | 62,0           | 112,0   | 707,3        |       |      |       |       |
| 12.            | Niemcy III                                      | Franziska Moser            | 55,5    | 88,4                | 55,0           | 87,2    | 707,3        |       |      |       |       |
| 12.            | Niemcy III                                      | Jasmin Hentschel           | 47,0    | 70,5                | 43,5           | 58,6    | 707,3        |       |      |       |       |
| 13.            | Drużyna mieszana (Słowenia, Norwegia, Holandia) | Monika Planinc             | 47,0    | 66,0                | 46,0           | 66,1    | 613,4        |       |      |       |       |
| 13.            | Drużyna mieszana (Słowenia, Norwegia, Holandia) | Live Frisak                | 54,5    | 87,0                | 57,5           | 94,7    | 613,4        |       |      |       |       |
| 13.            | Drużyna mieszana (Słowenia, Norwegia, Holandia) | Wendy Vuik                 | 47,5    | 71,7                | 48,5           | 72,6    | 613,4        |       |      |       |       |
| 13.            | Drużyna mieszana (Słowenia, Norwegia, Holandia) | Silje Sprakehaug           | 47,5    | 68,2                | 53,5           | 87,1    | 613,4        |       |      |       |       |
| 14.            | Drużyna mieszana (Polska, Czechy)               | Gabriela Buńda             | 36,0    | 36,6                | 37,0           | 39,0    | 561,2        |       |      |       |       |
| 14.            | Drużyna mieszana (Polska, Czechy)               | Joanna Gawron              | 46,5    | 64,3                | 47,0           | 66,0    | 561,2        |       |      |       |       |
| 14.            | Drużyna mieszana (Polska, Czechy)               | Michaela Doleželová        | 52,5    | 80,7                | 51,0           | 77,1    | 561,2        |       |      |       |       |
| 14.            | Drużyna mieszana (Polska, Czechy)               | Vladěna Pustková           | 60,0    | 104,2               | 56,5           | 93,3    | 561,2        |       |      |       |       |
| 15.            | Drużyna mieszana (Włochy, Szwecja)              | Simona Senoner             | 38,5    | 44,6                | 38,5           | 42,9    | 486,8        |       |      |       |       |
| 15.            | Drużyna mieszana (Włochy, Szwecja)              | Nadine Kostner             | 38,5    | 44,1                | 39,5           | 51,0    | 486,8        |       |      |       |       |
| 15.            | Drużyna mieszana (Włochy, Szwecja)              | Elina Knutsson             | 46,0    | 62,6                | 47,5           | 67,2    | 486,8        |       |      |       |       |
| 15.            | Drużyna mieszana (Włochy, Szwecja)              | Barbara Stuffer            | 54,0    | 87,3                | 53,5           | 87,1    | 486,8        |       |      |       |       |

### Drugi konkurs (indywidualny)

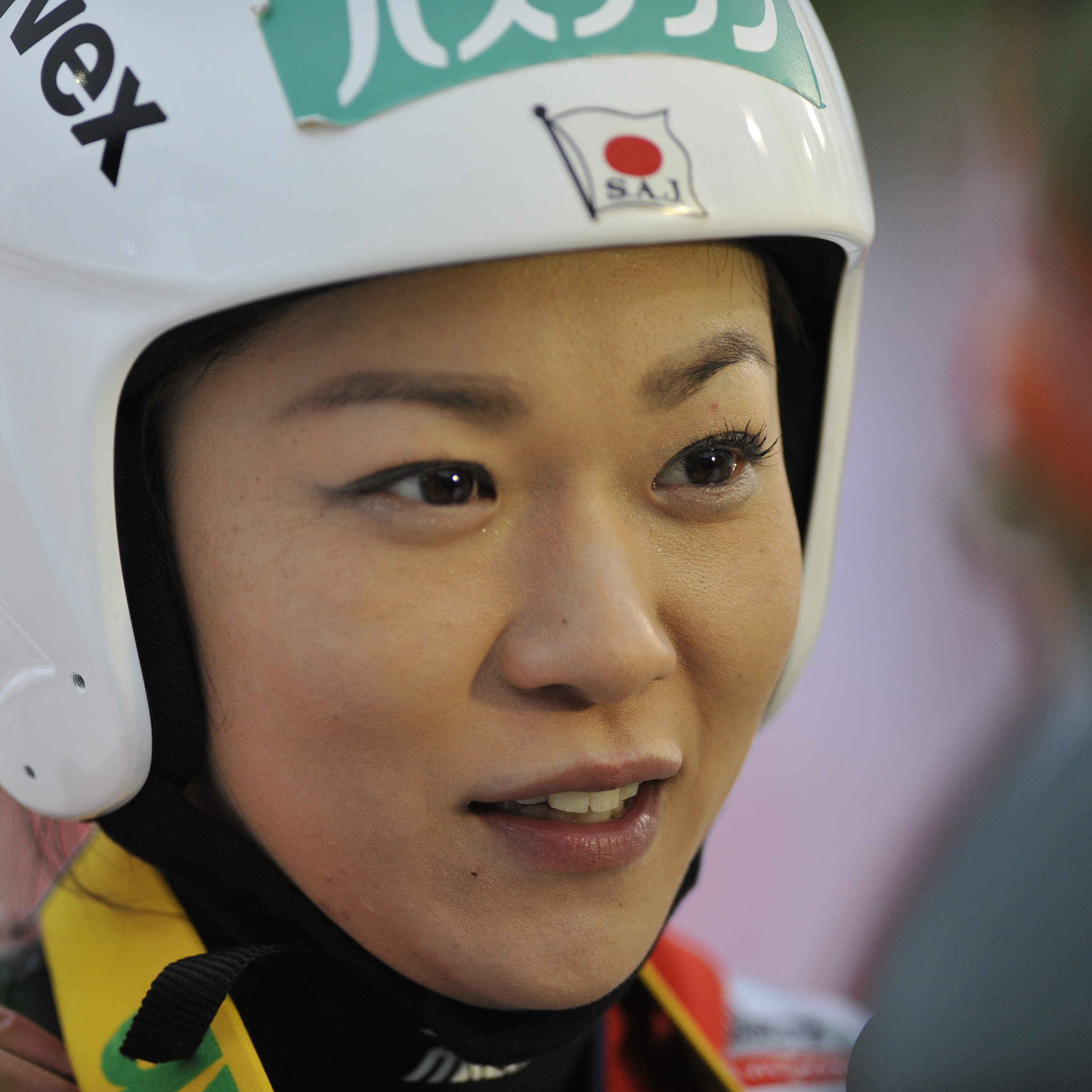
Ayumi Watase – trzecia zawodniczka przedostatniego konkursu indywidualnego oraz siódma zawodniczka klasyfikacji generalnej

Dzień po konkursie drużynowym przeprowadzony został trzeci indywidualny konkurs FSLT, na Meinhardus-Schanze (K-62) w Meinerzhagen. Wystartowało w nim pięćdziesiąt dziewięć zawodniczek. W pierwszej serii dziesięciu skoczkiniom udało się uzyskać odległość równą lub większą od punktu konstrukcyjnego. Były to Norweżki Anette Sagen (67,0 m) i Line Jahr (62,0 m), Niemki Juliane Seyfarth (67,0 m) i Ulrike Gräßler (64,5 m), Amerykanki Alissa Johnson (63,5 m) i Jessica Jerome (63,0 m), Szwajcarki Malika Schüpbach (64,5 m) i Bigna Windmüller (62,0 m), Japonka Ayumi Watase (62,0 m) oraz Kanadyjka Katie Willis (62,0 m). Najlepsze noty za styl uzyskała Seyfarth, co pozwoliło jej na uplasowanie się na pierwszym miejscu po pierwszej serii, o pół punktu za nią była Anette Sagen. Po pierwszej serii plasująca się na trzecim miejscu Niemka Gräßler miała 6,5 punktu straty do Sagen i 7,0 punktów do Seyfarth.
W drugiej serii dziewiętnaście skoczkiń osiągnęło odległość 60-metrową. Pierwszą, która tego dokonała, była Jessica Jerome, która w pierwszej turze skoków zaliczyła upadek, jednakże osiągnęła 95% najlepszej odległości i została dopuszczona do startu w drugiej serii. Uzyskała trzecią notę drugiej serii, co pozwoliło jej na awans na czternastą pozycję w klasyfikacji generalnej. Wyprzedziła ją dopiero czternasta po pierwszej serii Czeszka Pustková. Kolejnymi liderkami zostawały kolejno Verena Pock (62,0 m), Yoshiko Kasai (62,0 m), Jacqueline Seifriedsberger (63,0 m) i Ayumi Watase (64,0 m), która dzięki trzeciej odległości drugiej serii awansowała o trzy pozycje w stosunku do pierwszej serii i ulokowała się na najniższym stopniu podium. Skacząca jako druga od końca Anette Sagen skoczyła pół metra bliżej niż w pierwszej serii, jednak uzyskała lepsze noty za styl niż skacząca po niej Juliane Seyfarth (67,0 m). Niemka skoczyła co prawda o pół metra dalej do Norweżki, jednak przy wyższych notach Norweżki jej przewaga z pierwszej serii nie wystarczyła, aby wygrać konkurs. Wygrała zatem Sagen z przewagą 1,3 punktu nad Seyfarth i o 18,5 nad Watase.
Z konkursu została zdyskwalifikowana Niemka Lea Wallewein.
Zawodniczki w pierwszej i drugiej serii skakały z ósmej belki startowej.

#### Wyniki zawodów (09.08.2006)
| 1.  | Anette Sagen               | Norwegia          | 67,0 | 125,5 | 66,5 | 125,3 | 250,8 |
| 2.  | Juliane Seyfarth           | Niemcy            | 67,0 | 126,0 | 67,0 | 123,5 | 249,5 |
| 3.  | Ayumi Watase               | Japonia           | 62,0 | 113,5 | 64,0 | 118,8 | 232,3 |
| 4.  | Ulrike Gräßler             | Niemcy            | 64,5 | 119,0 | 63,0 | 112,9 | 231,9 |
| 5.  | Alissa Johnson             | Stany Zjednoczone | 63,5 | 115,6 | 63,0 | 113,9 | 229,5 |
| 6.  | Katie Willis               | Kanada            | 62,0 | 112,0 | 64,0 | 116,3 | 228,3 |
| 7.  | Jacqueline Seifriedsberger | Austria           | 61,0 | 110,6 | 63,0 | 116,4 | 227,0 |
| 8.  | Line Jahr                  | Norwegia          | 62,0 | 111,0 | 63,0 | 112,9 | 223,9 |
| 9.  | Abby Hughes                | Stany Zjednoczone | 61,5 | 110,8 | 62,0 | 111,5 | 222,3 |
| 10. | Yoshiko Kasai              | Japonia           | 61,5 | 110,3 | 62,0 | 111,5 | 221,8 |
| 11. | Verena Pock                | Austria           | 60,5 | 107,4 | 62,0 | 112,0 | 219,4 |
| 12. | Malika Schüpbach           | Szwajcaria        | 64,5 | 114,5 | 60,0 | 103,7 | 218,2 |
| 13. | Vladěna Pustková           | Czechy            | 60,5 | 106,9 | 61,0 | 108,6 | 215,5 |
| 14. | Jessica Jerome             | Stany Zjednoczone | 63,0 | 93,4  | 66,5 | 120,3 | 213,7 |
| 15. | Atsuko Tanaka              | Kanada            | 59,5 | 105,0 | 60,0 | 107,2 | 212,2 |
| 16. | Anna Häfele                | Niemcy            | 59,5 | 106,5 | 59,5 | 105,0 | 211,5 |
| 17. | Izumi Yamada               | Japonia           | 58,0 | 99,4  | 61,0 | 108,6 | 208,0 |
| 18. | Salome Fuchs               | Szwajcaria        | 57,5 | 99,7  | 60,0 | 107,2 | 206,9 |
| 19. | Katja Požun                | Słowenia          | 59,5 | 103,5 | 59,0 | 102,8 | 206,3 |
| 20. | Nata De Leeuw              | Kanada            | 58,5 | 102,1 | 59,0 | 103,8 | 205,9 |
| 21. | Elena Runggaldier          | Włochy            | 57,0 | 98,0  | 60,5 | 107,4 | 205,4 |
| 22. | Anja Tepeš                 | Słowenia          | 58,5 | 101,6 | 58,5 | 102,1 | 203,7 |
| 23. | Rieko Kanai                | Japonia           | 59,0 | 103,3 | 57,5 | 100,2 | 203,5 |
| 24. | Gyda Enger                 | Norwegia          | 57,5 | 100,2 | 59,0 | 102,8 | 203,0 |
| 24. | Avery Ardovino             | Stany Zjednoczone | 60,5 | 105,9 | 58,5 | 97,1  | 203,0 |
| 26. | Brenna Ellis               | Stany Zjednoczone | 58,5 | 101,1 | 58,5 | 101,6 | 202,7 |
| 27. | Tanja Drage                | Austria           | 58,5 | 102,1 | 58,0 | 100,4 | 202,5 |
| 28. | Bigna Windmüller           | Szwajcaria        | 62,0 | 112,0 | 61,5 | 89,8  | 201,8 |
| 29. | Melanie Faißt              | Niemcy            | 59,5 | 103,5 | 57,5 | 96,7  | 200,2 |
| 30. | Magdalena Schnurr          | Niemcy            | 57,5 | 100,7 | 56,0 | 95,1  | 195,8 |
| 31. | Karin Friberg              | Stany Zjednoczone | 56,0 | 95,1  | 56,0 | 94,6  | 189,7 |
| 32. | Evelyn Insam               | Włochy            | 55,5 | 94,4  | –    | –     | 94,4  |
| 33. | Carina Vogt                | Niemcy            | 56,0 | 93,6  | –    | –     | 93,6  |
| 34. | Eva Logar                  | Słowenia          | 55,5 | 92,9  | –    | –     | 92,9  |
| 35. | Svenja Würth               | Niemcy            | 55,5 | 91,9  | –    | –     | 91,9  |
| 36. | Sabrina Windmüller         | Szwajcaria        | 54,5 | 90,0  | –    | –     | 90,0  |
| 37. | Monika Pogladič            | Słowenia          | 53,5 | 88,6  | –    | –     | 88,6  |
| 38. | Roberta D’Agostina         | Włochy            | 54,5 | 88,5  | –    | –     | 88,5  |
| 39. | Carina Ziller              | Niemcy            | 54,0 | 88,3  | –    | –     | 88,3  |
| 40. | Zoya Lynch                 | Kanada            | 54,5 | 87,5  | –    | –     | 87,5  |
| 41. | Elisabeth Anderson         | Stany Zjednoczone | 53,5 | 87,1  | –    | –     | 87,1  |
| 42. | Mari Backe                 | Norwegia          | 53,0 | 86,4  | –    | –     | 86,4  |
| 43. | Silje Sprakehaug           | Norwegia          | 53,0 | 85,9  | –    | –     | 85,9  |
| 44. | Franziska Moser            | Niemcy            | 53,5 | 84,6  | –    | –     | 84,6  |
| 45. | Stefanie Krieg             | Niemcy            | 52,0 | 84,5  | –    | –     | 84,5  |
| 46. | Barbara Stuffer            | Włochy            | 53,0 | 83,9  | –    | –     | 83,9  |
| 47. | Esther Steindl             | Austria           | 52,0 | 82,5  | –    | –     | 82,5  |
| 48. | Live Frisak                | Norwegia          | 52,0 | 79,5  | –    | –     | 79,5  |
| 49. | Valentine Prucker          | Włochy            | 48,5 | 75,1  | –    | –     | 75,1  |
| 50. | Alexandra Ahlborn          | Niemcy            | 49,0 | 72,8  | –    | –     | 72,8  |
| 51. | Wendy Vuik                 | Holandia          | 47,0 | 70,5  | –    | –     | 70,5  |
| 52. | Elina Knutsson             | Szwecja           | 46,5 | 64,8  | –    | –     | 64,8  |
| 53. | Jasmin Hentschel           | Niemcy            | 44,5 | 64,5  | –    | –     | 64,5  |
| 54. | Monika Planinc             | Słowenia          | 46,0 | 62,6  | –    | –     | 62,6  |
| 55. | Joanna Gawron              | Polska            | 42,0 | 52,5  | –    | –     | 52,5  |
| 56. | Nadine Kostner             | Włochy            | 37,5 | 45,7  | –    | –     | 45,7  |
| 57. | Gabriela Buńda             | Polska            | 39,0 | 43,8  | –    | –     | 43,8  |
| 58. | Simona Senoner             | Włochy            | 36,5 | 40,8  | –    | –     | 40,8  |
| 59. | Michaela Doleželová        | Czechy            | 36,0 | 36,0  | –    | –     | 36,6  |

### Bischofshofen

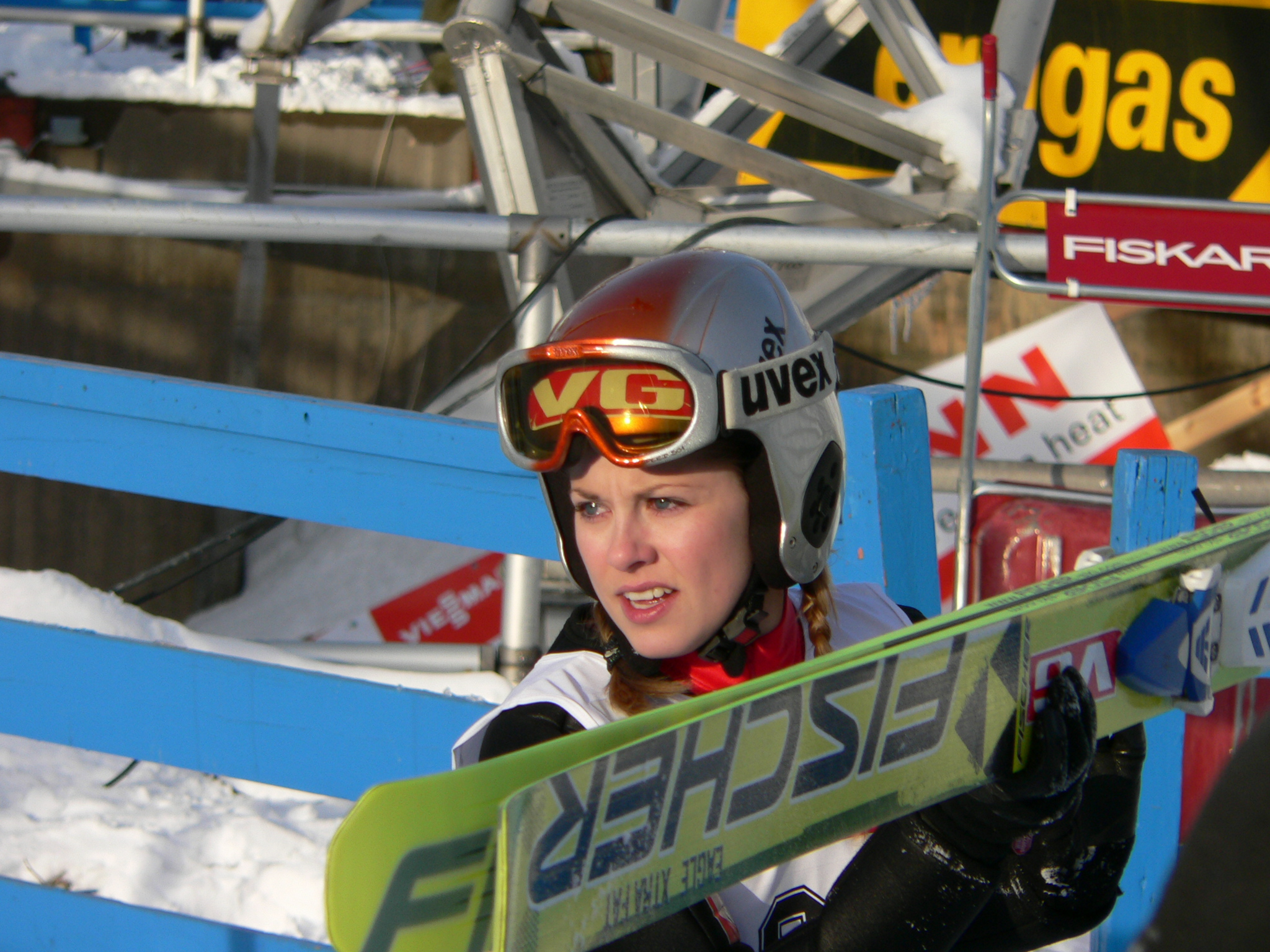
Anette Sagen – zwyciężczyni zawodów indywidualnych w Klingenthal, Meinerzhagen i Bischofshofen, trzecia zawodniczka konkursu drużynowego w Meinerzhagen oraz zwyciężczyni klasyfikacji generalnej turnieju

Ostatni z konkursów indywidualnych przeprowadzonych w ramach FIS Sommer Ladies Tournee, odbył się na obiekcie średnim w Bischofshofen. W pierwszej serii konkursowej dwudziestu czterem zawodniczkom udało się osiągnąć odległość równą lub większą od punktu konstrukcyjnego umieszczonego na 68. metrze. Najdalej lądowała Anette Sagen, która skoczyła 73 metry. Pół metra bliżej lądowała Ulrike Gräßler, przy czym Niemka uzyskała słabe noty za styl, co pozwoliło wyprzedzić ją przez Austriaczki Danielę Iraschko (70,5 m) i Jacqueline Seifriedsberger (70,0 m) oraz Japonkę Izumi Yamadę (72,0 m), które oddały słabsze skoki niż Niemka. Powyżej 70. metra lądowały jeszcze trzy zawodniczki: Japonka Ayumi Watase (70,5 m), Niemka Juliane Seyfarth (70,0 m) i Amerykanka Jessica Jerome (70,0 m). Po pierwszej serii liderką była Sagen, na drugim miejscu uplasowała się Iraschko, a trzecia była Yamada.
Jako pierwsza w serii finałowej notę za skok powyżej 120 punktów uzyskała szesnasta po pierwszej serii Tanja Drage, która skoczyła 67,5 metra. Skacząca po Austriaczce Brenna Ellis uzyskała o pół metra słabszy rezultat niż klasyfikująca się o pozycję niżej po pierwszej serii zawodniczka, co pozwoliło na awans Drage o dwie pozycję w klasyfikacji. Kolejną liderką była Kanadyjka Katie Willis po 70-metrowym skoku. Następne pięć zawodniczek nie zdołało jej wyprzedzić. Dokonała tego dziewiąta po pierwszej serii Line Jahr (69,0 m), którą pokonała bezpośrednio ją wyprzedzająca Ayumi Watase (70,0 m). Sklasyfikowane ex aequo na piątej pozycji Niemki Seyfarth i Gräßler uzyskały kolejno trzecią i pierwszą najlepszą odległość konkursu, co pozwoliło im na awans na dwa najniższe stopnie podium. Skacząca jako ostatnia Norweżka uzyskała drugą notę drugiej serii, dzięki czemu utrzymała prowadzenie i wygrała z przewagą siedmiu punktów ostatni indywidualny konkurs w ramach całego cyklu FSLT.
Zawodniczki w pierwszej i drugiej serii skakały z dwudziestej belki startowej.

#### Wyniki zawodów (15.08.2006)
| 1.  | Anette Sagen               | Norwegia          | 73,0 | 135,7 | 71,5 | 132,1 | 267,8 |
| 2.  | Juliane Seyfarth           | Niemcy            | 70,0 | 127,0 | 72,0 | 133,8 | 260,8 |
| 3.  | Ulrike Gräßler             | Niemcy            | 72,5 | 127,0 | 73,0 | 129,7 | 256,7 |
| 4.  | Daniela Iraschko           | Austria           | 70,5 | 129,7 | 68,5 | 124,9 | 254,6 |
| 5.  | Jacqueline Seifriedsberger | Austria           | 70,0 | 127,5 | 69,0 | 125,6 | 253,1 |
| 6.  | Ayumi Watase               | Japonia           | 70,5 | 124,7 | 70,0 | 127,5 | 252,2 |
| 7.  | Jessica Jerome             | Stany Zjednoczone | 70,0 | 127,0 | 68,5 | 123,9 | 250,9 |
| 8.  | Izumi Yamada               | Japonia           | 72,0 | 128,3 | 70,0 | 122,0 | 250,3 |
| 9.  | Line Jahr                  | Norwegia          | 68,0 | 122,7 | 69,0 | 124,1 | 246,8 |
| 10. | Katie Willis               | Kanada            | 69,0 | 119,1 | 70,0 | 123,0 | 242,1 |
| 11. | Bigna Windmüller           | Szwajcaria        | 69,0 | 119,6 | 68,5 | 120,4 | 240,0 |
| 12. | Abby Hughes                | Stany Zjednoczone | 69,5 | 121,8 | 68,5 | 117,9 | 239,7 |
| 12. | Alissa Johnson             | Stany Zjednoczone | 68,0 | 121,2 | 67,5 | 118,5 | 239,7 |
| 14. | Tanja Drage                | Austria           | 66,0 | 115,9 | 67,5 | 121,5 | 237,4 |
| 15. | Brenna Ellis               | Stany Zjednoczone | 66,0 | 116,4 | 67,0 | 119,3 | 235,7 |
| 16. | Yoshiko Kasai              | Japonia           | 66,0 | 115,9 | 65,5 | 116,2 | 232,1 |
| 17. | Elena Runggaldier          | Włochy            | 65,0 | 113,5 | 65,5 | 115,7 | 229,2 |
| 18. | Vladěna Pustková           | Czechy            | 66,5 | 113,1 | 66,0 | 114,9 | 228,0 |
| 19. | Evelyn Insam               | Włochy            | 65,5 | 110,7 | 66,5 | 114,1 | 224,8 |
| 20. | Rieko Kanai                | Japonia           | 64,0 | 111,1 | 65,0 | 113,5 | 224,6 |
| 21. | Gyda Enger                 | Norwegia          | 64,5 | 112,8 | 63,5 | 111,4 | 224,2 |
| 22. | Anna Häfele                | Niemcy            | 66,0 | 111,4 | 65,5 | 111,2 | 222,6 |
| 23. | Atsuko Tanaka              | Kanada            | 63,5 | 109,9 | 65,0 | 112,5 | 222,4 |
| 24. | Eva Logar                  | Słowenia          | 66,0 | 112,4 | 63,5 | 109,4 | 221,8 |
| 25. | Verena Pock                | Austria           | 65,0 | 111,0 | 64,5 | 109,8 | 220,8 |
| 26. | Anja Tepeš                 | Słowenia          | 64,0 | 109,1 | 64,5 | 109,8 | 218,9 |
| 27. | Salome Fuchs               | Szwajcaria        | 64,5 | 112,8 | 64,0 | 103,6 | 216,4 |
| 28. | Nicole Hauer               | Niemcy            | 64,0 | 109,6 | 64,0 | 105,6 | 215,2 |
| 29. | Malika Schüpbach           | Szwajcaria        | 69,0 | 120,1 | 64,0 | 83,1  | 203,2 |
| 30. | Nata De Leeuw              | Kanada            | 65,5 | 115,2 | 58,0 | 87,7  | 202,9 |
| 31. | Roberta D’Agostina         | Włochy            | 63,5 | 108,9 | –    | –     | 108,9 |
| 32. | Avery Ardovino             | Stany Zjednoczone | 64,5 | 105,3 | –    | –     | 105,3 |
| 33. | Melanie Faißt              | Niemcy            | 63,0 | 104,7 | –    | –     | 104,7 |
| 34. | Katja Požun                | Słowenia          | 63,0 | 104,2 | –    | –     | 104,2 |
| 35. | Zoya Lynch                 | Kanada            | 62,5 | 101,5 | –    | –     | 101,5 |
| 36. | Barbara Stuffer            | Włochy            | 61,5 | 101,1 | –    | –     | 101,1 |
| 37. | Monika Pogladič            | Słowenia          | 61,5 | 100,6 | –    | –     | 100,6 |
| 38. | Karin Friberg              | Stany Zjednoczone | 61,5 | 99,1  | –    | –     | 99,1  |
| 39. | Sabrina Windmüller         | Szwajcaria        | 62,5 | 97,0  | –    | –     | 97,0  |
| 40. | Silje Sprakehaug           | Norwegia          | 59,0 | 95,1  | –    | –     | 95,1  |
| 41. | Stefanie Krieg             | Niemcy            | 58,5 | 94,9  | –    | –     | 94,9  |
| 42. | Mari Backe                 | Norwegia          | 58,0 | 93,2  | –    | –     | 93,2  |
| 43. | Franziska Moser            | Niemcy            | 59,0 | 88,6  | –    | –     | 88,6  |
| 44. | Stefanie Reischl           | Niemcy            | 57,5 | 88,5  | –    | –     | 88,5  |
| 45. | Live Frisak                | Norwegia          | 56,5 | 86,1  | –    | –     | 86,1  |
| 46. | Elisabeth Anderson         | Stany Zjednoczone | 56,5 | 85,6  | –    | –     | 85,6  |
| 47. | Esther Steindl             | Austria           | 57,0 | 85,3  | –    | –     | 85,3  |
| 48. | Anna Kienzer               | Austria           | 55,0 | 84,0  | –    | –     | 84,0  |
| 49. | Michaela Doleželová        | Czechy            | 54,0 | 67,9  | –    | –     | 67,9  |
| 50. | Monika Planinc             | Słowenia          | 50,0 | 64,5  | –    | –     | 64,5  |

## Klasyfikacja generalna turnieju
Poniżej znajduje się końcowa klasyfikacja FIS Sommer Ladies Tournee 2006, na którą składają się noty z czterech konkursów indywidualnych. Łącznie w tej edycji FIS Sommer Ladies Tournee sklasyfikowane zostały 64 zawodniczki z trzynastu państw.
| Miejsce | Zawodniczka                | Klingenthal | Pöhla      | Meinerzhagen | Bischofshofen | Punkty | Strata do liderki |
| ------- | -------------------------- | ----------- | ---------- | ------------ | ------------- | ------ | ----------------- |
| 01.     | Anette Sagen               | 230,0 (1)   | 226,4 (7)  | 250,8 (1)    | 267,8 (1)     | 975,0  | 0–                |
| 02.     | Juliane Seyfarth           | 227,5 (2)   | 234,7 (1)  | 249,5 (2)    | 260,8 (2)     | 972,5  | 2,5               |
| 03.     | Jessica Jerome             | 225,0 (3)   | 230,1 (3)  | 213,7 (14)   | 250,9 (7)     | 919,7  | 55,3              |
| 04.     | Ulrike Gräßler             | 194,5 (15)  | 232,0 (2)  | 231,9 (4)    | 256,7 (3)     | 915,1  | 59,9              |
| 05.     | Katie Willis               | 211,0 (6)   | 227,4 (5)  | 228,3 (6)    | 242,1 (10)    | 908,8  | 66,2              |
| 06.     | Jacqueline Seifriedsberger | 197,0 (11)  | 222,2 (10) | 227,0 (7)    | 253,1 (5)     | 899,3  | 75,7              |
| 07.     | Ayumi Watase               | 195,5 (14)  | 214,4 (12) | 232,3 (3)    | 252,2 (6)     | 894,4  | 80,6              |
| 08.     | Alissa Johnson             | 196,5 (12)  | 227,6 (4)  | 229,5 (5)    | 239,7 (12)    | 893,3  | 81,7              |
| 09.     | Line Jahr                  | 196,5 (12)  | 225,3 (8)  | 223,9 (8)    | 246,8 (9)     | 892,5  | 82,5              |
| 10.     | Abby Hughes                | 207,0 (8)   | 223,0 (9)  | 222,3 (9)    | 239,7 (12)    | 892,0  | 83,0              |
| 11.     | Izumi Yamada               | 212,5 (5)   | 211,4 (14) | 208,0 (17)   | 250,3 (8)     | 882,2  | 92,8              |
| 12.     | Bigna Windmüller           | 206,0 (9)   | 218,5 (11) | 201,8 (28)   | 240,0 (11)    | 866,3  | 108,7             |
| 13.     | Yoshiko Kasai              | 184,0 (19)  | 208,1 (15) | 221,8 (10)   | 232,1 (16)    | 846,0  | 129,0             |
| 14.     | Elena Runggaldier          | 209,0 (7)   | 187,6 (30) | 205,4 (21)   | 229,2 (17)    | 831,2  | 143,8             |
| 15.     | Atsuko Tanaka              | 185,5 (18)  | 203,5 (18) | 212,2 (15)   | 222,4 (23)    | 823,6  | 151,4             |
| 16.     | Vladěna Pustková           | 176,0 (22)  | 203,2 (19) | 215,5 (13)   | 228,0 (18)    | 822,7  | 152,3             |
| 17.     | Brenna Ellis               | 176,5 (21)  | 206,8 (17) | 202,7 (26)   | 235,7 (15)    | 821,7  | 153,3             |
| 18.     | Rieko Kanai                | 186,5 (17)  | 200,1 (22) | 203,5 (23)   | 224,6 (20)    | 814,7  | 160,3             |
| 19.     | Anna Häfele                | 168,0 (24)  | 207,6 (16) | 211,5 (16)   | 222,6 (22)    | 809,7  | 165,3             |
| 20.     | Tanja Drage                | 174,5 (23)  | 193,8 (27) | 202,5 (27)   | 237,4 (14)    | 808,2  | 166,8             |
| 21.     | Nata De Leeuw              | 138,0 (29)  | 188,0 (29) | 205,9 (20)   | 202,9 (30)    | 734,8  | 240,2             |
| 22.     | Verena Pock                | 074,5 (33)  | 197,2 (23) | 219,4 (11)   | 220,8 (25)    | 711,9  | 263,1             |
| 23.     | Melanie Faißt              | 184,0 (19)  | 200,2 (21) | 200,2 (29)   | 104,7 (33)    | 689,1  | 285,9             |
| 24.     | Salome Fuchs               | 075,0 (32)  | 168,4 (31) | 206,9 (18)   | 216,4 (27)    | 666,7  | 308,3             |
| 25.     | Katja Požun                | 155,0 (27)  | 195,0 (26) | 206,3 (19)   | 104,2 (34)    | 660,5  | 314,5             |
| 26.     | Eva Logar                  | 142,0 (28)  | 201,8 (20) | 092,9 (34)   | 221,8 (24)    | 658,5  | 316,5             |
| 27.     | Gyda Enger                 | 194,0 (16)  |            | 203,0 (24)   | 224,2 (21)    | 621,2  | 353,8             |
| 28.     | Malika Schüpbach           |             | 195,6 (25) | 218,2 (12)   | 203,2 (29)    | 617,0  | 358,0             |
| 29.     | Anja Tepeš                 | 062,0 (39)  | 093,9 (32) | 203,7 (22)   | 218,9 (26)    | 578,5  | 396,5             |
| 30.     | Roberta D’Agostina         | 160,5 (26)  | 196,5 (24) | 088,5 (38)   | 108,9 (31)    | 554,4  | 420,6             |
| 31.     | Avery Ardovino             |             | 212,4 (13) | 203,0 (24)   | 105,3 (32)    | 520,7  | 454,3             |
| 32.     | Nicole Hauer               | 068,0 (35)  | 193,6 (28) |              | 215,2 (28)    | 476,8  | 498,2             |
| 33.     | Daniela Iraschko           | 201,5 (10)  |            |              | 254,6 (4)     | 456,1  | 518,9             |
| 34.     | Lindsey Van                | 218,5 (4)   | 227,4 (5)  |              |               | 445,9  | 529,1             |
| 35.     | Evelyn Insam               |             | 089,3 (36) | 094,4 (32)   | 224,8 (19)    | 408,5  | 566,5             |
| 36.     | Karin Friberg              |             | 088,5 (37) | 189,7 (31)   | 099,1 (38)    | 377,3  | 597,7             |
| 37.     | Zoya Lynch                 | 073,5 (34)  | 090,2 (35) | 087,5 (40)   | 101,5 (35)    | 352,7  | 622,3             |
| 38.     | Franziska Moser            | 064,5 (38)  | 090,6 (34) | 084,6 (44)   | 088,6 (43)    | 328,3  | 646,7             |
| 39.     | Magdalena Schnurr          | 132,0 (30)  |            | 195,8 (30)   |               | 327,8  | 647,2             |
| 40.     | Stefanie Krieg             | 055,5 (43)  | 092,0 (33) | 084,5 (45)   | 094,9 (41)    | 326,9  | 648,1             |
| 41.     | Barbara Stuffer            | 059,5 (42)  | 082,3 (40) | 083,9 (46)   | 101,1 (36)    | 326,8  | 648,2             |
| 42.     | Mari Backe                 | 065,0 (37)  | 081,6 (42) | 086,4 (42)   | 093,2 (42)    | 326,2  | 648,8             |
| 43.     | Monika Pogladič            | 050,5 (46)  | 075,4 (43) | 088,6 (37)   | 100,6 (37)    | 315,1  | 659,9             |
| 44.     | Live Frisak                | 055,0 (44)  | 082,2 (41) | 079,5 (48)   | 086,1 (45)    | 302,8  | 672,2             |
| 45.     | Esther Steindl             | 053,0 (45)  | 074,7 (45) | 082,5 (47)   | 085,3 (47)    | 295,5  | 679,5             |
| 46.     | Sabrina Windmüller         | 041,5 (47)  | 039,6 (52) | 090,0 (36)   | 097,0 (39)    | 268,1  | 706,9             |
| 47.     | Elisabeth Anderson         |             | 086,9 (38) | 087,1 (41)   | 085,6 (46)    | 259,6  | 715,4             |
| 48.     | Svenja Würth               | 162,0 (25)  |            | 091,9 (35)   |               | 253,9  | 721,1             |
| 49.     | Michaela Doleželová        | 061,0 (40)  | 073,0 (46) | 036,6 (59)   | 067,9 (49)    | 238,5  | 736,5             |
| 50.     | Monika Planinc             | 038,5 (48)  | 067,3 (47) | 062,6 (54)   | 064,5 (50)    | 232,9  | 742,1             |
| 51.     | Valentine Prucker          | 061,0 (40)  | 084,5 (39) | 075,1 (49)   |               | 220,6  | 754,4             |
| 52.     | Silje Sprakehaug           |             |            | 085,9 (43)   | 095,1 (40)    | 181,0  | 794,0             |
| 53.     | Steffi Reischl             |             | 081,3 (43) |              | 088,5 (44)    | 169,8  | 805,2             |
| 54.     | Carina Vogt                | 075,5 (31)  |            | 093,6 (33)   |               | 169,1  | 805,9             |
| 55.     | Elina Knutsson             | 034,5 (49)  | 057,8 (48) | 064,8 (52)   |               | 157,1  | 817,9             |
| 56.     | Carina Ziller              | 068,0 (35)  |            | 088,3 (39)   |               | 156,3  | 818,7             |
| 57.     | Joanna Gawron              |             | 057,3 (49) | 052,5 (55)   |               | 109,8  | 865,2             |
| 58.     | Nadine Kostner             |             | 042,9 (51) | 045,7 (56)   |               | 88,6   | 886,4             |
| 59.     | Simona Senoner             |             | 045,1 (50) | 040,8 (58)   |               | 85,9   | 889,1             |
| 60.     | Anna Kienzer               |             |            |              | 084,0 (48)    | 84,0   | 891,0             |
| 61.     | Gabriela Buńda             |             | 038,3 (53) | 043,8 (57)   |               | 82,1   | 892,9             |
| 62.     | Alexandra Ahlborn          |             |            | 072,8 (50)   |               | 72,8   | 902,2             |
| 63.     | Wendy Vuik                 |             |            | 070,5 (51)   |               | 70,5   | 904,5             |
| 64.     | Jasmin Hentschel           |             |            | 064,5 (53)   |               | 64,5   | 910,5             |

## Składy reprezentacji
Poniższa tabela zawiera składy wszystkich dziewięciu reprezentacji, które uczestniczyły w FIS Sommer Ladies Tournee 2006. W nawiasie obok nazwy kraju podana została liczba zawodniczek z poszczególnych państw. W tabeli przedstawiono wyniki zajmowane przez zawodniczki we wszystkich konkursach oraz miejsca w poprzedniej edycji turnieju.
| Zawodniczka                | Data urodzenia       | Miejsce w FSLT 2005 | Starty w FSLT 2006 | Starty w FSLT 2006 | Starty w FSLT 2006 | Starty w FSLT 2006 | Źródło  |
| Zawodniczka                | Data urodzenia       | Miejsce w FSLT 2005 | Klingenthal        | Pöhla              | Meinerzhagen       | Bischofshofen      | Źródło  |
| -------------------------- | -------------------- | ------------------- | ------------------ | ------------------ | ------------------ | ------------------ | ------- |
| Austria (6)                |                      |                     |                    |                    |                    |                    |         |
| Tanja Drage                | 19 listopada 1987    | –                   | 23                 | 27                 | 27                 | 14                 | [ 39 ]  |
| Daniela Iraschko           | 21 listopada 1983    | –                   | 10                 | –                  | –                  | 4                  | [ 40 ]  |
| Anna Kienzer               | 18 lipca 1990        | –                   | –                  | –                  | –                  | 48                 | [ 41 ]  |
| Verena Pock                | 6 grudnia 1993       | 36                  | 33                 | 23                 | 11                 | 25                 | [ 42 ]  |
| Jacqueline Seifriedsberger | 20 stycznia 1991     | 24                  | 11                 | 10                 | 7                  | 5                  | [ 43 ]  |
| Esther Steindl             | 10 lutego 1991       | –                   | 45                 | 45                 | 47                 | 47                 | [ 44 ]  |
| Czechy (2)                 |                      |                     |                    |                    |                    |                    |         |
| Michaela Doleželová        | 12 lipca 1994        | –                   | 40                 | 46                 | 59                 | 49                 | [ 45 ]  |
| Vladěna Pustková           | 11 lipca 1992        | 18                  | 22                 | 19                 | 13                 | 18                 | [ 46 ]  |
| Holandia (1)               |                      |                     |                    |                    |                    |                    |         |
| Wendy Vuik                 | 25 listopada 1988    | –                   | –                  | –                  | 51                 | –                  | [ 47 ]  |
| Japonia (4)                |                      |                     |                    |                    |                    |                    |         |
| Rieko Kanai                | 4 listopada 1981     | –                   | 17                 | 22                 | 23                 | 20                 | [ 48 ]  |
| Yoshiko Kasai              | 4 listopada 1980     | 6                   | 19                 | 15                 | 10                 | 16                 | [ 49 ]  |
| Ayumi Watase               | 18 lipca 1984        | –                   | 14                 | 12                 | 3                  | 6                  | [ 50 ]  |
| Izumi Yamada               | 28 sierpnia 1978     | –                   | 5                  | 14                 | 17                 | 8                  | [ 51 ]  |
| Kanada (4)                 |                      |                     |                    |                    |                    |                    |         |
| Nata De Leeuw              | 2 lutego 1991        | –                   | 29                 | 29                 | 20                 | 30                 | [ 52 ]  |
| Zoya Lynch                 | 20 lutego 1991       | –                   | 34                 | 35                 | 40                 | 35                 | [ 53 ]  |
| Atsuko Tanaka              | 25 stycznia 1992     | 14                  | 18                 | 18                 | 15                 | 23                 | [ 54 ]  |
| Katie Willis               | 1 maja 1991          | 23                  | 6                  | 5                  | 6                  | 10                 | [ 55 ]  |
| Niemcy (14)                |                      |                     |                    |                    |                    |                    |         |
| Alexandra Ahlborn          | 23 listopada 1989    | –                   | –                  | –                  | 50                 | –                  | [ 56 ]  |
| Melanie Faißt              | 12 lutego 1990       | 7                   | 19                 | 21                 | 29                 | 33                 | [ 57 ]  |
| Ulrike Gräßler             | 17 maja 1987         | –                   | 15                 | 2                  | 4                  | 3                  | [ 58 ]  |
| Nicole Hauer               | 9 marca 1987         | 32                  | 35                 | 28                 | –                  | 28                 | [ 59 ]  |
| Anna Häfele                | 26 czerwca 1989      | –                   | 24                 | 16                 | 16                 | 22                 | [ 60 ]  |
| Jasmin Hentschel           | 1987                 | 39                  | –                  | –                  | 53                 | –                  | [ 61 ]  |
| Stefanie Krieg             | 2 czerwca 1981       | 29                  | 43                 | 33                 | 45                 | 41                 | [ 62 ]  |
| Franziska Moser            | 3 października 1989  | 31                  | 38                 | 34                 | 44                 | 43                 | [ 63 ]  |
| Steffi Reischl             | 28 marca 1991        | 40                  | –                  | 43                 | –                  | 44                 | [ 64 ]  |
| Magdalena Schnurr          | 25 marca 1992        | 30                  | 30                 | –                  | 30                 | –                  | [ 65 ]  |
| Juliane Seyfarth           | 19 lutego 1990       | 9                   | 2                  | 1                  | 2                  | 2                  | [ 66 ]  |
| Carina Vogt                | 5 lutego 1992        | –                   | 31                 | –                  | 33                 | –                  | [ 67 ]  |
| Svenja Würth               | 20 sierpnia 1993     | –                   | 25                 | –                  | 35                 | –                  | [ 68 ]  |
| Carina Ziller              | 3 lipca 1991         | –                   | 35                 | –                  | 39                 | –                  | [ 69 ]  |
| Norwegia (6)               |                      |                     |                    |                    |                    |                    |         |
| Mari Backe                 | 11 marca 1987        | 28                  | 37                 | 42                 | 42                 | 42                 | [ 70 ]  |
| Gyda Enger                 | 14 stycznia 1993     | –                   | 16                 | –                  | 24                 | 21                 | [ 71 ]  |
| Live Frisak                | 27 czerwca 1989      | –                   | 44                 | 41                 | 48                 | 45                 | [ 72 ]  |
| Line Jahr                  | 16 stycznia 1984     | 3                   | 12                 | 8                  | 8                  | 9                  | [ 73 ]  |
| Anette Sagen               | 10 stycznia 1985     | 1                   | 1                  | 7                  | 1                  | 1                  | [ 74 ]  |
| Silje Sprakehaug           | 4 lutego 1991        | –                   | –                  | –                  | 43                 | 40                 | [ 75 ]  |
| Polska (2)                 |                      |                     |                    |                    |                    |                    |         |
| Gabriela Buńda             | 17 września 1994     | –                   | –                  | 53                 | 57                 | –                  | [ 76 ]  |
| Joanna Gawron              | 30 maja 1993         | –                   | –                  | 49                 | 55                 | –                  | [ 77 ]  |
| Słowenia (5)               |                      |                     |                    |                    |                    |                    |         |
| Eva Logar                  | 8 marca 1991         | 13                  | 28                 | 20                 | 34                 | 24                 | [ 78 ]  |
| Monika Planinc             | 7 kwietnia 1986      | –                   | 48                 | 47                 | 54                 | 50                 | [ 79 ]  |
| Monika Pogladič            | 5 kwietnia 1987      | 20                  | 46                 | 43                 | 37                 | 37                 | [ 80 ]  |
| Katja Požun                | 7 kwietnia 1993      | 15                  | 27                 | 26                 | 19                 | 34                 | [ 81 ]  |
| Anja Tepeš                 | 27 lutego 1991       | 17                  | 39                 | 32                 | 22                 | 26                 | [ 82 ]  |
| Stany Zjednoczone (8)      |                      |                     |                    |                    |                    |                    |         |
| Elisabeth Anderson         | 6 sierpnia 1989      | –                   | –                  | 38                 | 41                 | 46                 | [ 83 ]  |
| Avery Ardovino             | 13 lutego 1992       | 37                  | –                  | 13                 | 24                 | 32                 | [ 84 ]  |
| Brenna Ellis               | 13 marca 1988        | 10                  | 21                 | 17                 | 26                 | 15                 | [ 85 ]  |
| Karin Friberg              | 17 listopada 1989    | –                   | –                  | 37                 | 31                 | 38                 | [ 86 ]  |
| Abby Hughes                | 21 czerwca 1989      | 19                  | 8                  | 9                  | 9                  | 12                 | [ 87 ]  |
| Jessica Jerome             | 8 lutego 1987        | 2                   | 3                  | 3                  | 14                 | 7                  | [ 88 ]  |
| Alissa Johnson             | 28 maja 1987         | 11                  | 12                 | 4                  | 5                  | 12                 | [ 89 ]  |
| Lindsey Van                | 27 listopada 1984    | 4                   | 4                  | 5                  | –                  | –                  | [ 90 ]  |
| Szwajcaria (4)             |                      |                     |                    |                    |                    |                    |         |
| Salome Fuchs               | 13 grudnia 1993      | –                   | 32                 | 31                 | 18                 | 27                 | [ 91 ]  |
| Malika Schüpbach           | 22 listopada 1993    | –                   | –                  | 25                 | 12                 | 29                 | [ 92 ]  |
| Bigna Windmüller           | 27 lutego 1991       | –                   | 9                  | 11                 | 28                 | 11                 | [ 93 ]  |
| Sabrina Windmüller         | 13 października 1987 | –                   | 47                 | 52                 | 36                 | 39                 | [ 94 ]  |
| Szwecja (1)                |                      |                     |                    |                    |                    |                    |         |
| Elina Knutsson             | 13 sierpnia 1992     | –                   | 49                 | 48                 | 52                 | –                  | [ 95 ]  |
| Włochy (7)                 |                      |                     |                    |                    |                    |                    |         |
| Roberta D’Agostina         | 17 sierpnia 1991     | 25                  | 26                 | 24                 | 38                 | 31                 | [ 96 ]  |
| Evelyn Insam               | 10 lutego 1994       | –                   | –                  | 36                 | 32                 | 19                 | [ 97 ]  |
| Nadine Kostner             | 13 października 1992 | –                   | –                  | 51                 | 56                 | –                  | [ 98 ]  |
| Valentine Prucker          | 13 marca 1989        | 33                  | 40                 | 39                 | 49                 | –                  | [ 99 ]  |
| Elena Runggaldier          | 10 lipca 1990        | 26                  | 7                  | 30                 | 21                 | 17                 | [ 100 ] |
| Simona Senoner             | 13 czerwca 1993      | –                   | –                  | 50                 | 58                 | –                  | [ 101 ] |
| Barbara Stuffer            | 7 września 1989      | 22                  | 42                 | 40                 | 46                 | 36                 | [ 102 ] |

## Klasyfikacja Pucharu Kontynentalnego po zakończeniu turnieju
Po rozegraniu konkursów FIS Sommer Ladies Tournee na prowadzeniu w Pucharze Kontynentalnym była Juliane Seyfarth, która o 188 punktów wyprzedzała Anette Sagen i o 364 punkty – Danielę Iraschko. Poniżej znajduje się klasyfikacja generalna Pucharu Kontynentalnego po przeprowadzeniu ośmiu konkursów indywidualnych.
| Klasyfikacja generalna PK po FIS Sommer Ladies Tournee | Klasyfikacja generalna PK po FIS Sommer Ladies Tournee | Klasyfikacja generalna PK po FIS Sommer Ladies Tournee | Klasyfikacja generalna PK po FIS Sommer Ladies Tournee | Klasyfikacja generalna PK po FIS Sommer Ladies Tournee |
| Miejsce                                                | Zawodniczka                                            | Reprezentacja                                          | Punkty                                                 | Strata do liderki                                      |
| ------------------------------------------------------ | ------------------------------------------------------ | ------------------------------------------------------ | ------------------------------------------------------ | ------------------------------------------------------ |
| 1.                                                     | Juliane Seyfarth                                       | Niemcy                                                 | 740                                                    | –                                                      |
| 2.                                                     | Anette Sagen                                           | Norwegia                                               | 552                                                    | 188                                                    |
| 3.                                                     | Daniela Iraschko                                       | Austria                                                | 376                                                    | 364                                                    |
| 4.                                                     | Ulrike Gräßler                                         | Niemcy                                                 | 351                                                    | 389                                                    |
| 5.                                                     | Jessica Jerome                                         | Stany Zjednoczone                                      | 346                                                    | 394                                                    |
| 6.                                                     | Katie Willis                                           | Kanada                                                 | 292                                                    | 448                                                    |
| 7.                                                     | Alissa Johnson                                         | Stany Zjednoczone                                      | 290                                                    | 450                                                    |
| 8.                                                     | Jacqueline Seifriedsberger                             | Austria                                                | 261                                                    | 479                                                    |
| 9.                                                     | Line Jahr                                              | Norwegia                                               | 257                                                    | 483                                                    |
| 10.                                                    | Ayumi Watase                                           | Japonia                                                | 252                                                    | 488                                                    |
| 11.                                                    | Lindsey Van                                            | Stany Zjednoczone                                      | 238                                                    | 502                                                    |
| 12.                                                    | Abby Hughes                                            | Stany Zjednoczone                                      | 223                                                    | 517                                                    |
| 13.                                                    | Atsuko Tanaka                                          | Kanada                                                 | 124                                                    | 616                                                    |
| 14.                                                    | Vladěna Pustková                                       | Czechy                                                 | 118                                                    | 622                                                    |
| 15.                                                    | Elena Runggaldier                                      | Włochy                                                 | 117                                                    | 623                                                    |
| 16.                                                    | Izumi Yamada                                           | Japonia                                                | 109                                                    | 631                                                    |
| 17.                                                    | Brenna Ellis                                           | Stany Zjednoczone                                      | 108                                                    | 632                                                    |
| 18.                                                    | Tanja Drage                                            | Austria                                                | 101                                                    | 639                                                    |
| 19.                                                    | Nata De Leeuw                                          | Kanada                                                 | 87                                                     | 653                                                    |
| 20.                                                    | Bigna Windmüller                                       | Szwajcaria                                             | 80                                                     | 660                                                    |
| 21.                                                    | Yoshiko Kasai                                          | Japonia                                                | 69                                                     | 671                                                    |
| 22.                                                    | Roberta D’Agostina                                     | Włochy                                                 | 62                                                     | 678                                                    |
| 23.                                                    | Avery Ardovino                                         | Stany Zjednoczone                                      | 56                                                     | 684                                                    |
| 24.                                                    | Anna Häfele                                            | Niemcy                                                 | 46                                                     | 694                                                    |
| 25.                                                    | Zoya Lynch                                             | Kanada                                                 | 43                                                     | 697                                                    |
| 26.                                                    | Rieko Kanai                                            | Japonia                                                | 42                                                     | 698                                                    |
| 27.                                                    | Verena Pock                                            | Austria                                                | 38                                                     | 702                                                    |
| 28.                                                    | Yurika Hirayama                                        | Japonia                                                | 35                                                     | 705                                                    |
| 29.                                                    | Gyda Enger                                             | Norwegia                                               | 32                                                     | 708                                                    |
| 30.                                                    | Misaki Shigeno                                         | Japonia                                                | 31                                                     | 709                                                    |
| 31.                                                    | Malika Schüpbach                                       | Szwajcaria                                             | 30                                                     | 710                                                    |
| 32.                                                    | Melanie Faißt                                          | Niemcy                                                 | 24                                                     | 716                                                    |
| 33.                                                    | Katja Požun                                            | Słowenia                                               | 21                                                     | 719                                                    |
| 33.                                                    | Eva Logar                                              | Słowenia                                               | 21                                                     | 719                                                    |
| 35.                                                    | Karla Keck                                             | Stany Zjednoczone                                      | 19                                                     | 721                                                    |
| 36.                                                    | Salome Fuchs                                           | Szwajcaria                                             | 17                                                     | 723                                                    |
| 37.                                                    | Jaklyn Devos                                           | Kanada                                                 | 16                                                     | 724                                                    |
| 38.                                                    | Karin Friberg                                          | Stany Zjednoczone                                      | 14                                                     | 726                                                    |
| 38.                                                    | Anja Tepeš                                             | Słowenia                                               | 14                                                     | 726                                                    |
| 40.                                                    | Evelyn Insam                                           | Włochy                                                 | 12                                                     | 728                                                    |
| 41.                                                    | Elisabeth Andersson                                    | Stany Zjednoczone                                      | 11                                                     | 729                                                    |
| 42.                                                    | Brittany Rhoads                                        | Stany Zjednoczone                                      | 9                                                      | 731                                                    |
| 43.                                                    | Svenja Würth                                           | Niemcy                                                 | 6                                                      | 734                                                    |
| 43.                                                    | Nicole Hauer                                           | Niemcy                                                 | 6                                                      | 734                                                    |
| 45.                                                    | Magdalena Schnurr                                      | Niemcy                                                 | 2                                                      | 738                                                    |